# Val Bisagno

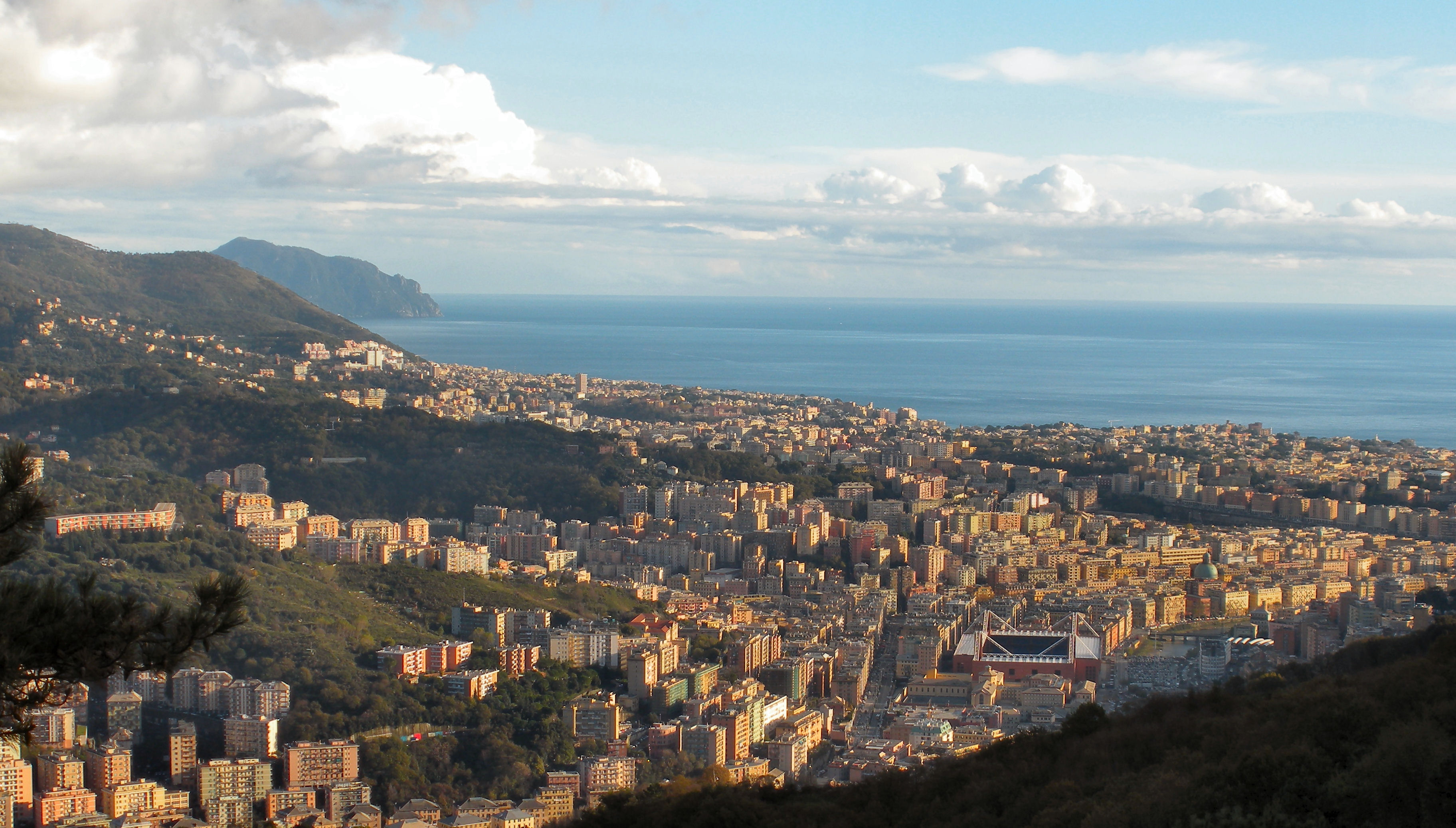
Panorama della val Bisagno a Marassi, a destra si intravede lo stadio

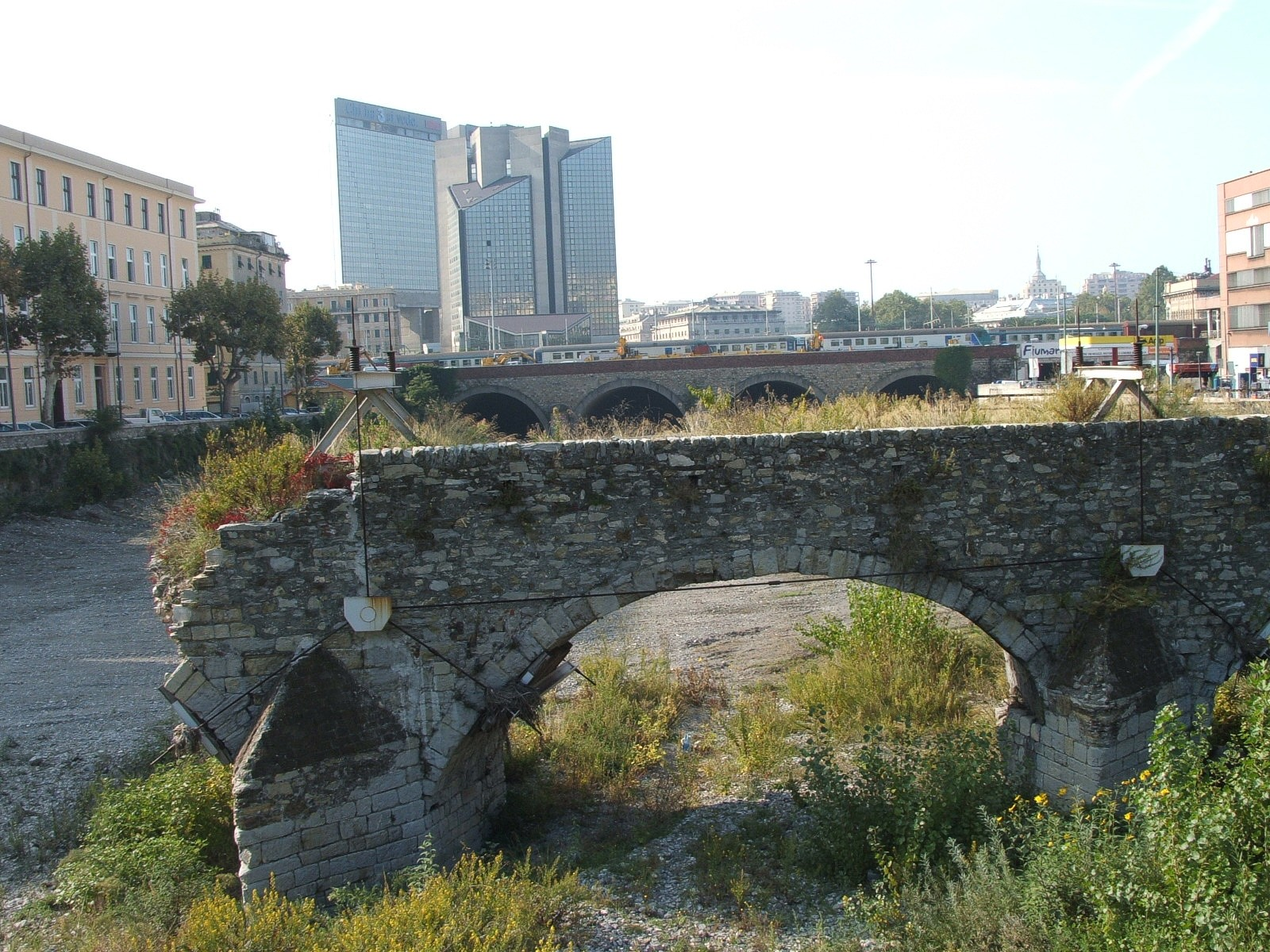
Ponte Sant'Agata e, sullo sfondo, i moderni grattacieli della Corte Lambruschini

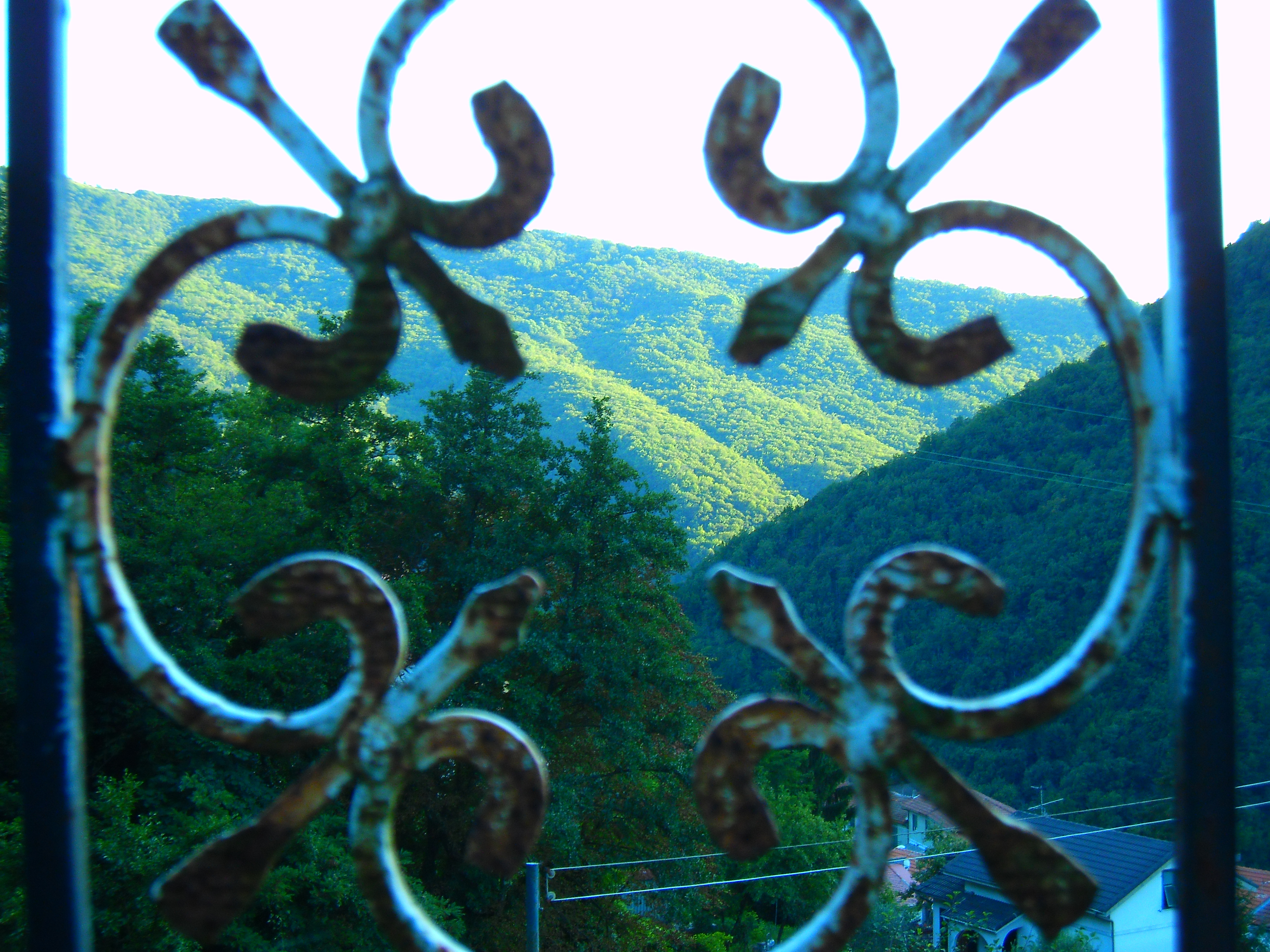
Colline a Bargagli

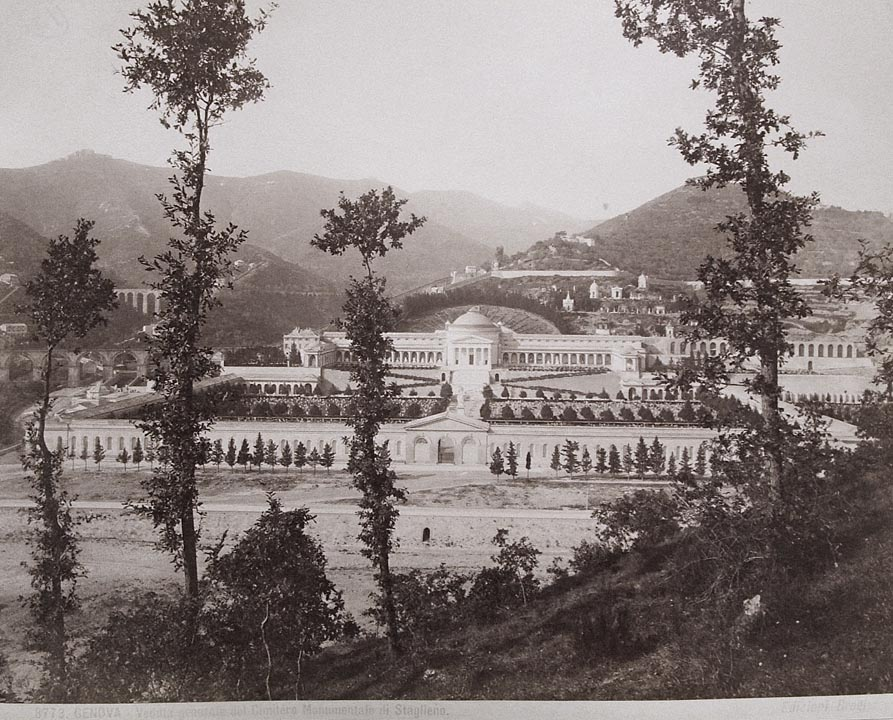
Il cimitero monumentale di Staglieno a fine Ottocento

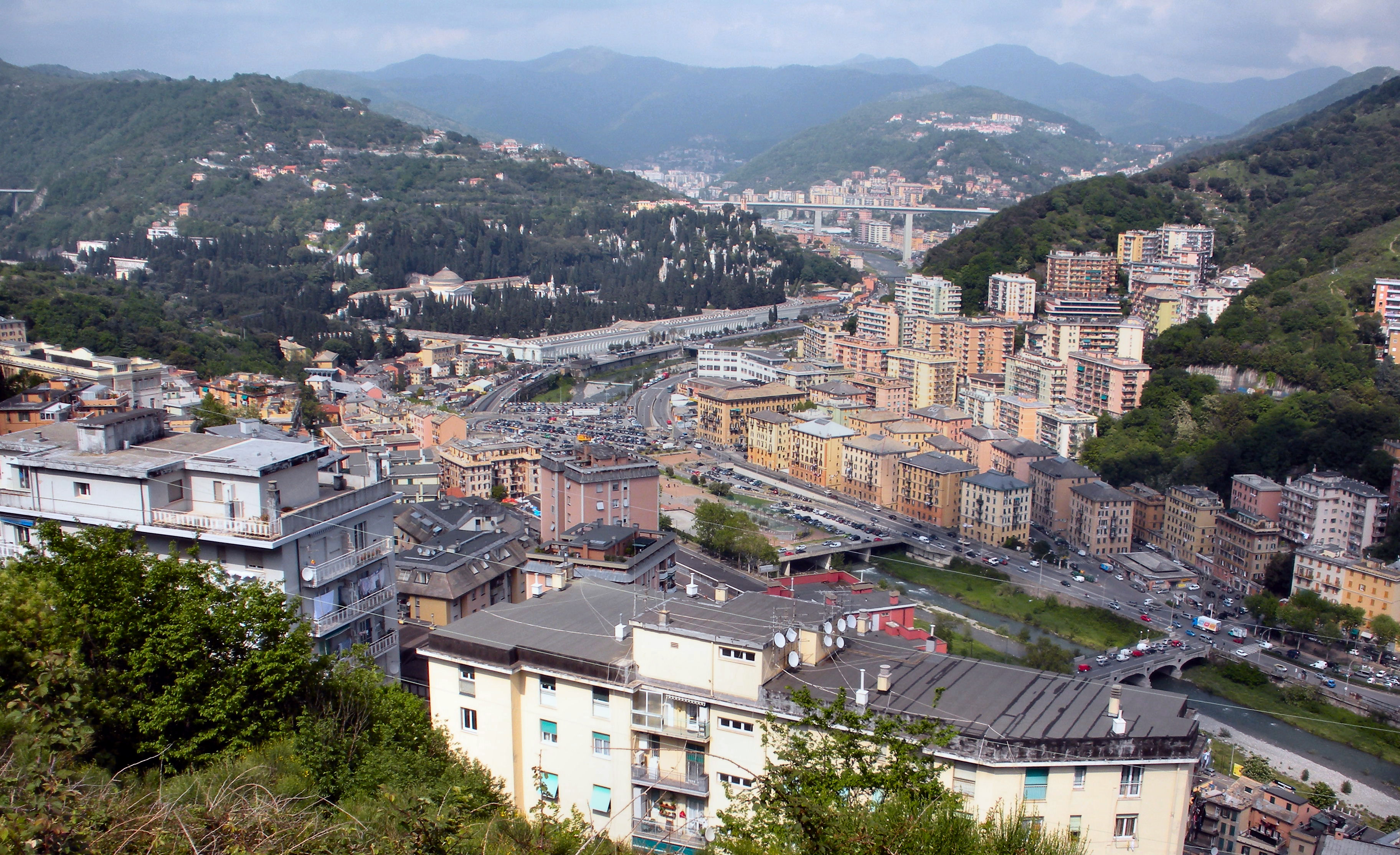
Moderna veduta di Staglieno

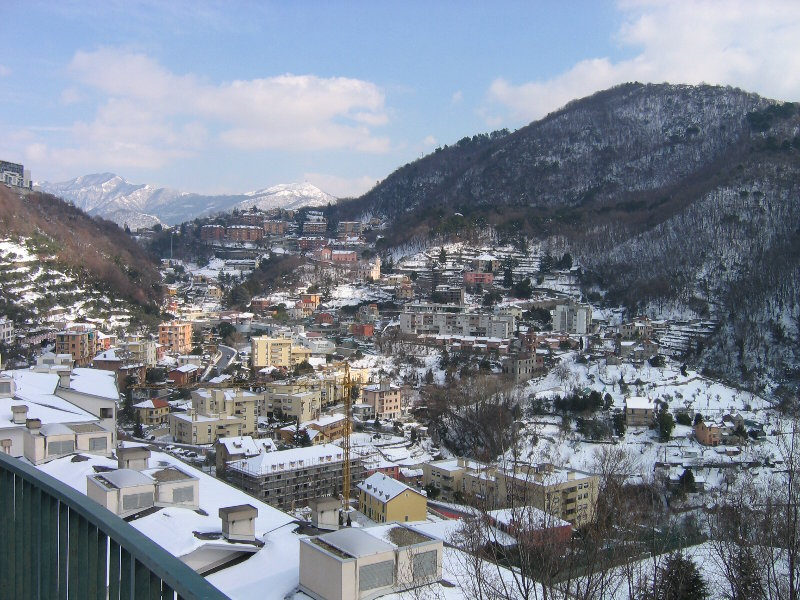
Nevicata a Sant'Eusebio (2005)

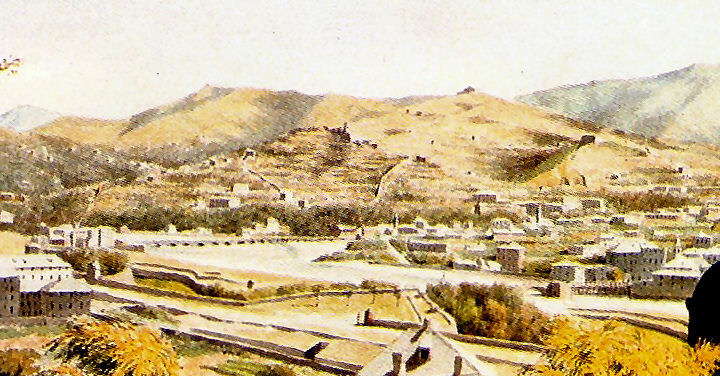
Veduta di San Fruttuoso a inizio Ottocento

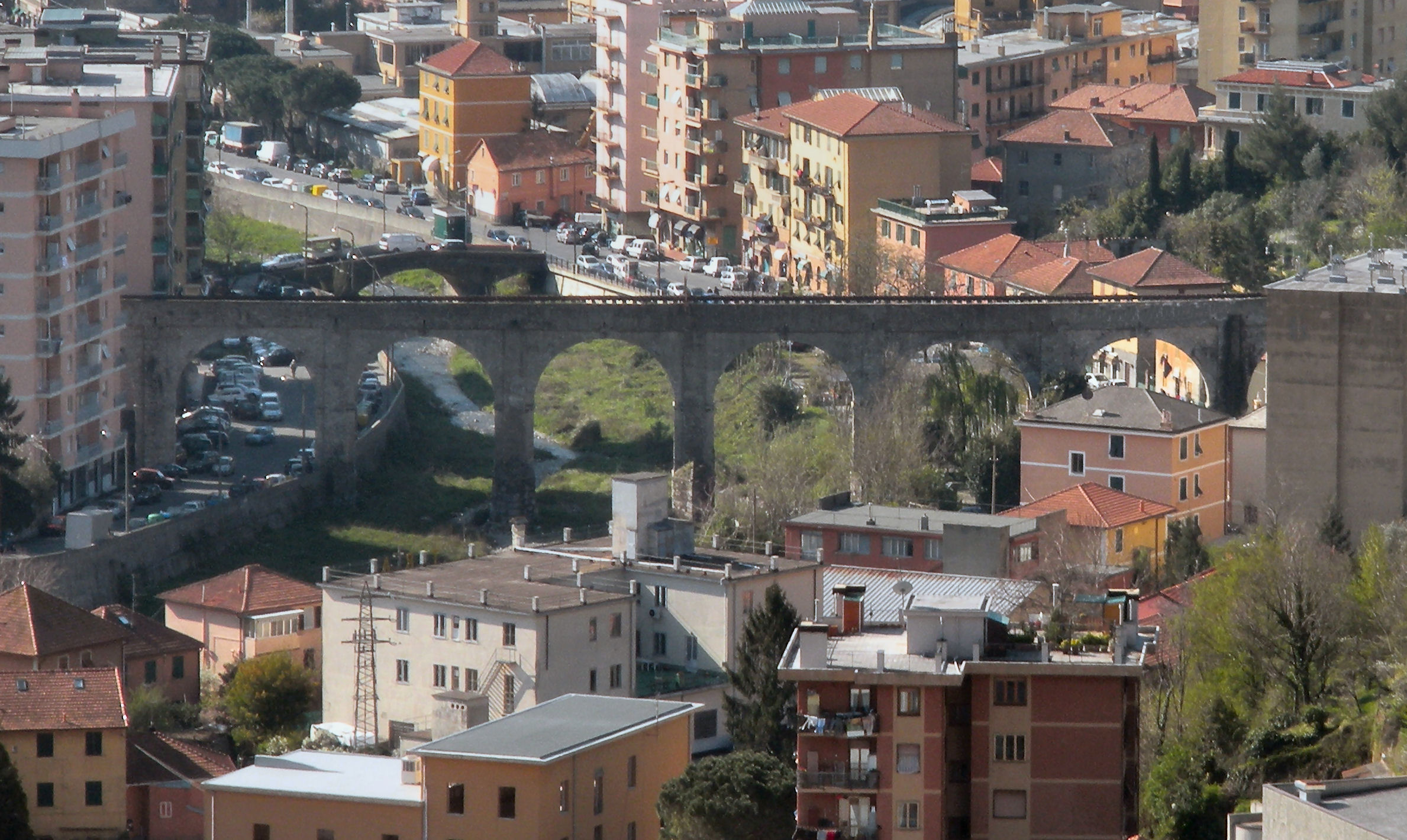
Ponte dell'acquedotto storico sul Geirato a Molassana

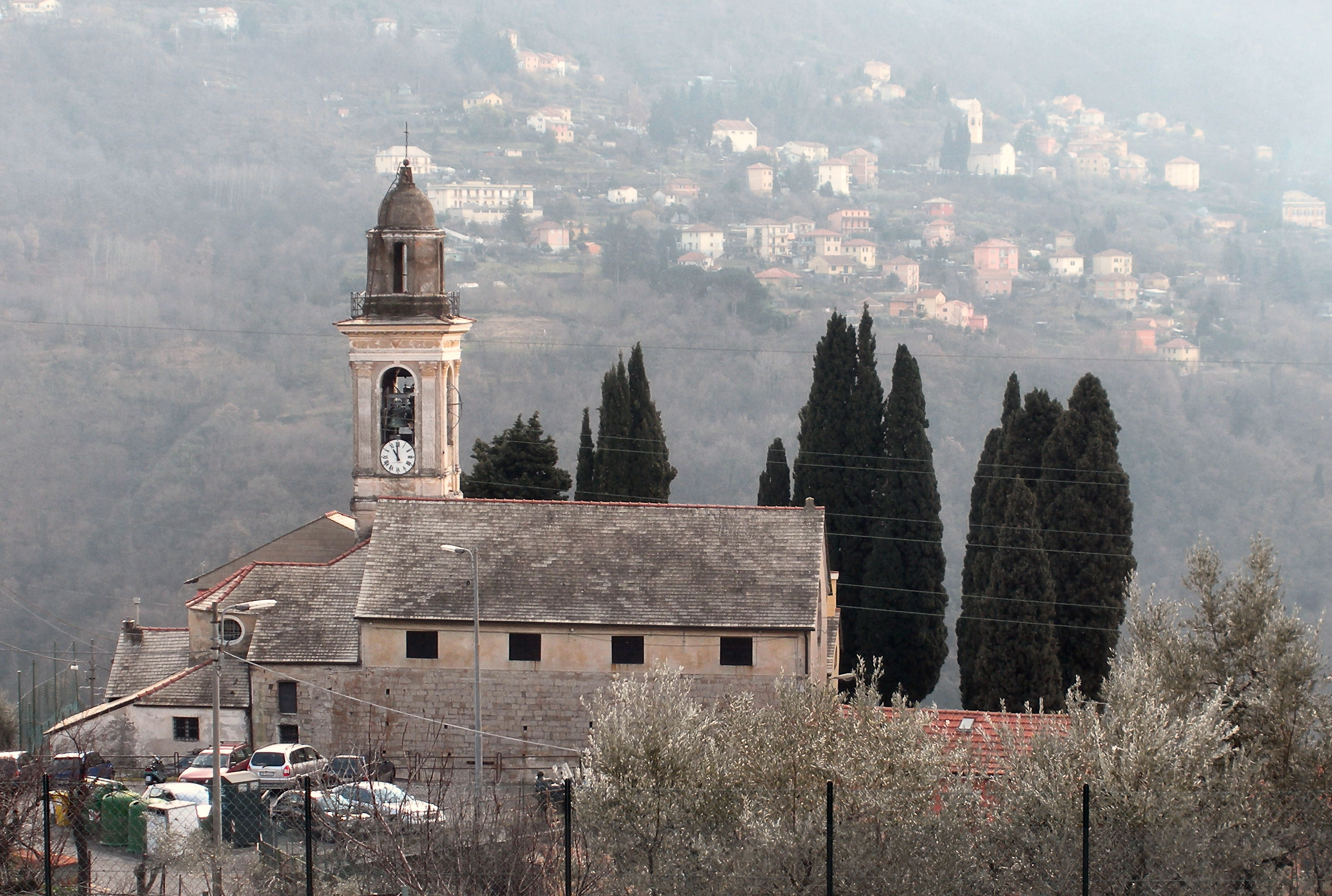
Struppa

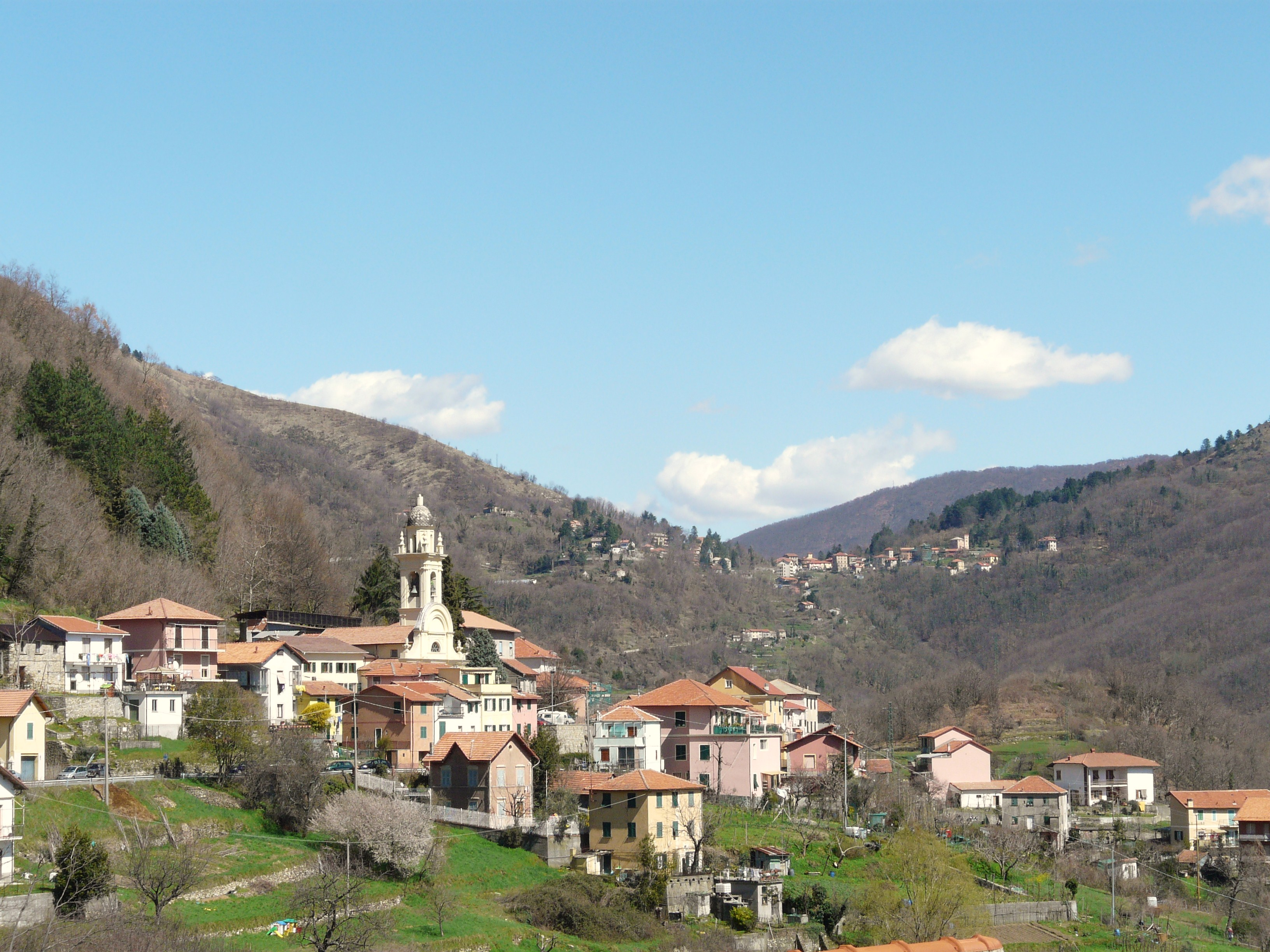
Davagna

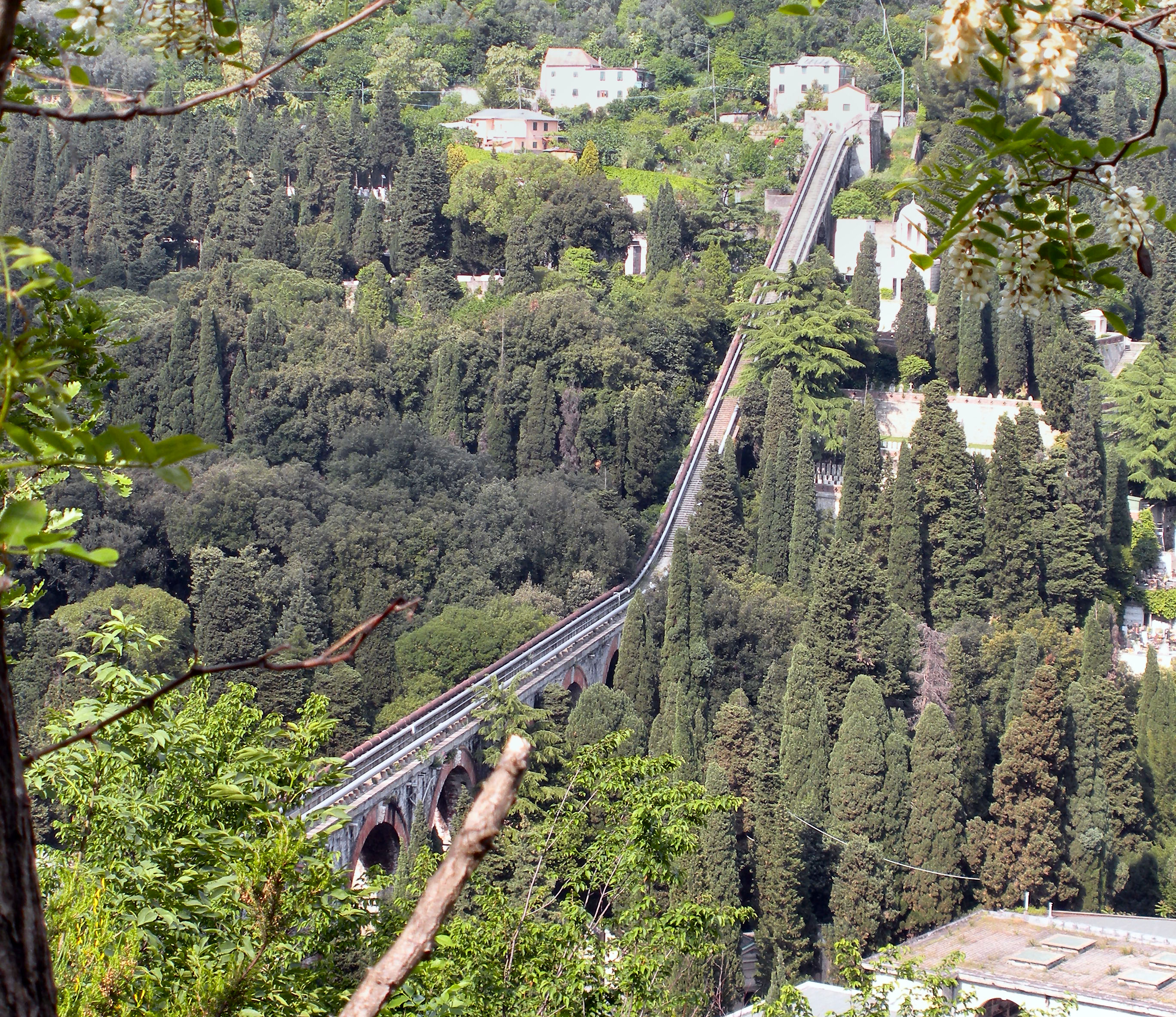
L'acquedotto storico sopra il cimitero di Staglieno

La val Bisagno è una delle principali valli del Genovesato: prende il nome dal torrente Bisagno, uno dei due principali torrenti - l'altro è il Polcevera, il quale attraversa l'omonima valle, la val Polcevera. Il corso d'acqua del torrente Bisagno anticamente chiamato "il Feritore" sfocia nel mar Ligure nei pressi del quartiere di Genova denominato, per l'appunto, Foce.
I due bacini fluviali cingono rispettivamente da ponente e da levante il centro storico rinascimentale del capoluogo ligure.
La valle era un tempo caratterizzata da numerose fabbriche e oggi dà il nome ai municipi III e IV di Genova.
Dal 1926 al 1965 una parte della bassa valle nel comune di Genova era percorsa dal Binario industriale della val Bisagno.

## Fauna
Tra gli uccelli si segnalano in quasi tutto il territorio fagiani, aironi cinerini, gabbiani, corvi, germani reali e anatre. Troviamo poi il passero solitario, l'occhiocotto, la sterpazzolina, il picchio rosso maggiore, il torcicollo, il cuculo e il codirossone; massiccia la presenza del merlo, del fringuello, dello zigolo e del pettirosso.
Nelle zone più alte è folta la presenza dei rapaci notturni e diurni quali l'assiolo, la civetta, il barbagianni, l'allocco, il gufo comune e quello reale; dei rapaci diurni si segnalano il biancone, la poiana, il gheppio, il nibbio bruno, il falco pecchiaiolo. Nelle aree poi tipicamente rocciose nidifica qualche rara coppia di aquila reale e del falco pellegrino, mentre nei fitti boschi cacciano l'astore e lo sparviero.
Tra i rettili è possibile ammirare il biacco, la coronella girondica e la vipera. Tra gli anfibi invece è diffusa la salamandra pezzata.
I boschi sono popolati da numerose famiglie di cinghiali che talvolta si spingono, per la ricerca di cibo, nei centri abitati. Nelle zone più alte e appartate sono frequenti poi caprioli e daini. Tra i mammiferi segnaliamo volpi, lepri, donnole, ricci, tassi e talpe.
Durante gli ultimi anni, nelle aree più interne, è stata segnalata la presenza del lupo, un tempo molto diffuso in queste zone.

## Flora
Nei pressi del mare la flora ligure è di tipo mediterraneo; abbiamo quindi la ginestra, l'alaterno, il lentisco, il mirto, il corbezzolo e il leccio. Tra gli arbusti aromatici presenti nella regione vi sono il timo, l'alloro e il rosmarino. Dai 300 metri di altitudine è dominante la presenza del castagno, che dagli 800 metri s.l.m. cede il posto al Faggio.

## Clima
La val Bisagno gode di un clima mediterraneo, ma non in modo uniforme: mentre infatti nei pressi di Genova troviamo un clima prevalentemente mite con una media invernale di circa 7-8° e una media estiva di circa 25°, la situazione cambia radicalmente già a partire dai quartieri più interni della città, come Molassana e Prato, posti sulla sponda sinistra del fiume, dove invece la media di gennaio è di circa +4°. I comuni di Bargagli e Davagna, invece, posti a diversi chilometri di distanza dal mare, presentano un clima di tipo appenninico: gli inverni sono piuttosto rigidi, con una temperatura media giornaliera compresa tra 0 e +2°. Qui la neve cade frequentemente tutti gli anni, anche in modo abbondante, soprattutto nei mesi di gennaio e febbraio. L'estate invece si presenta sempre molto ventilata, quasi mai afosa.

## Località - Sponda sinistra

### Il tratto della sponda sinistra tra Staglieno e Sant'Eusebio
La zona della sponda sinistra tra lo sbocco dei percorsi per Sant'Eusebio e Staglieno era relativamente poco abitata, stretta tra il monte e il torrente, con alcune piane nelle quali erano insediamenti agricoli e qualche villa di villeggiatura storica.
Rimasta appartata dall'espandersi della città, erano qui state aperte alcune cave di cemento, che sfruttavano le possibilità delle rocce di vene adatte tra le arenarie marnose a base calcarea. Nelle aree rimaste libere restava invece una zona fluviale caratteristica.
Dagli anni novanta è stata però aperta una nuova viabilità su questa parte del torrente, con un percorso a scorrimento. Lungo questo nuovo asse sono sorte vari insediamenti industriali, coprendo le residue aree agricole con grandi capannoni prefabbricati.

### Fontanegli
Situato sulla costa settentrionale del rilievo che conduce al passo di Bavari, era la zona delle risorgive. Il paese infatti si estende senza una particolare forma lungo questa fascia di mezza costa.

## Località - Sponda destra

### Marassi - San Fruttuoso
Con l'unione a Genova nel 1873 aumenta la densità edilizia nella zona bassa, sul torrente Bisagno, con quartieri prevalentemente popolari. Sorgeva sulla riva del torrente la conceria Bocciardo, edificio industriale poi dismesso e demolito negli anni ottanta in occasione dei lavori di ricostruzione dello stadio Luigi Ferraris.

### Staglieno
Staglieno è un quartiere molto popoloso di Genova, si estende su entrambe le sponde del Bisagno ed è situato nella strategica posizione in cui il torrente, giungendo da est a ovest, svolta a destra percorrendo il suo ultimo tratto rettilineo prima di sfociare in mare. Pur essendo stato urbanizzato massicciamente dall'Ottocento, vari studi indicherebbero qui uno dei primi centri abitati dell'odierna Genova. Il nome di questo villaggio, Stalia, è rimasto nel toponimo attuale. L'insediamento aveva un grande porto presso la foce e costituiva un importante crocevia per i commerci, tanto da essere nominato anche da Artemidoro e Tito Livio.

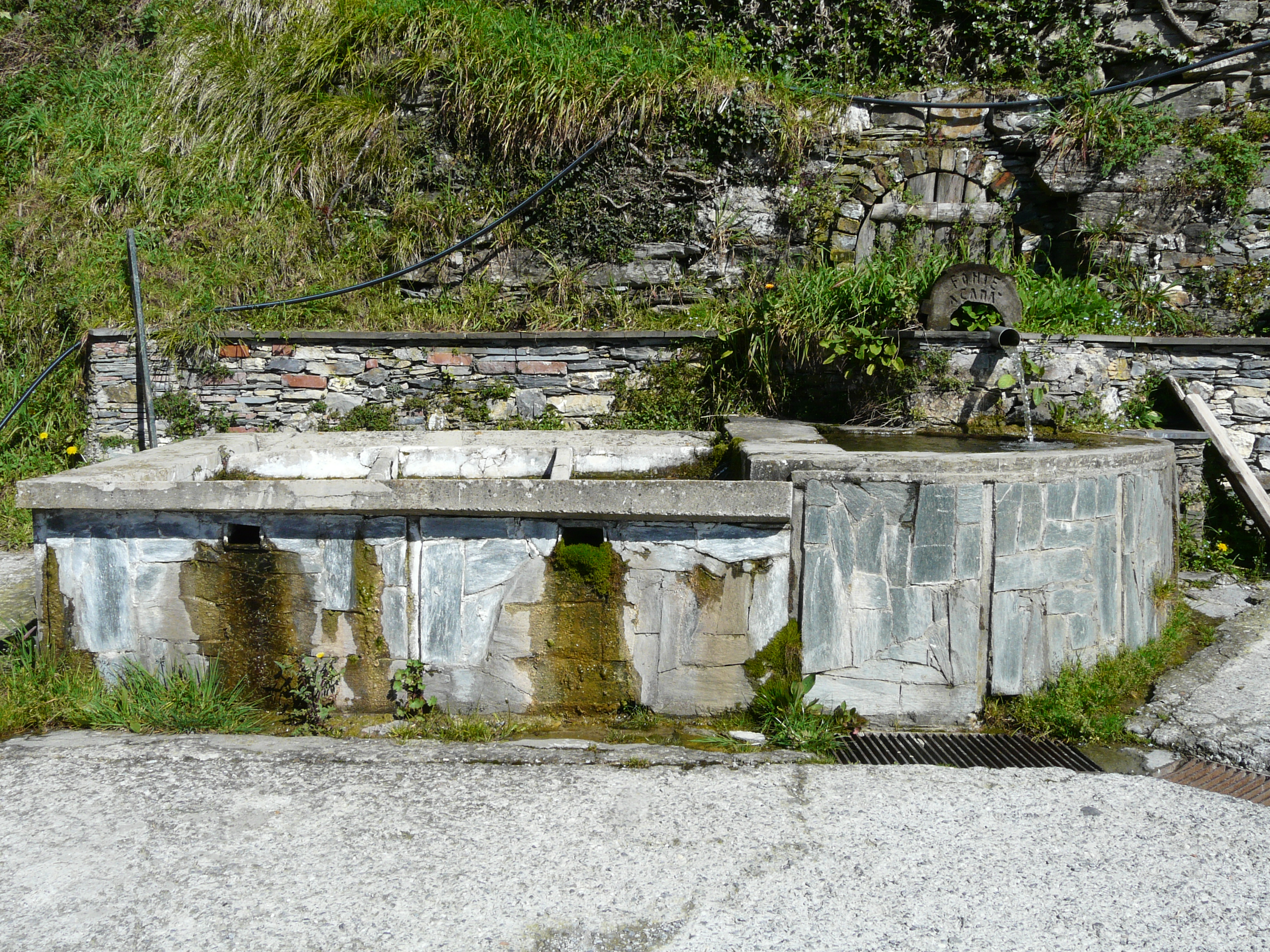
Fontana e lavatoio a Terrusso (Bargagli)

### San Gottardo
Il nome insolito viene dal Medioevo ed è riconducibile forse ai contatti ai grandi movimento di pellegrinaggio lungo i percorsi per i grandi Santuari. Si ritiene che l'intitolazione della località intendesse rimandare infatti al convento del passo omonimo sulle Alpi. Ad esso si rifaceva anche il portale laterale, risalente al XII secolo, della cattedrale di San Lorenzo.
Nel XX secolo il quartiere ha avuto un grande sviluppo urbanistico, con un forte aumento degli insediamenti abitativi e industriali.

### Molassana
Quartiere di Genova, sede del Municipio IV Media Val Bisagno.

### Struppa
Zona del Genovesato molto abitata, precede Molassana. Situata in collina, il suo nucleo è la chiesa di San Siro, dedicata al santo che nacque proprio in questa località.

### Prato
Ultima delle frazioni della val Bisagno su questa sponda. Alla sua conclusione si trova la stretta gola che conduce nei confinanti comuni di Bargagli e Davagna.

## I Comuni

### Bargagli
Subito dopo l'ultima piana di Prato, la valle si restringe bruscamente, stretta tra rilievi dai fianchi ripidi e boscosi. La strada di fondovalle con un percorso tutto curve arriva alle prime frazioni di Bargagli, Traso, Ferriere, sino alla parte centrale del Comune.

### Davagna
Il Bisagno nasce nel suo territorio.
Sulla sponda settentrionale del torrente, copre l'area della serie di affluenti su questo versante. È diviso dal comune di Genova dal rio Canate, che corre sotto Calvari di Davagna dirimpetto alla frazione Croce di San Martino di Struppa, fino ad arrivare alle pendici del monte Lago, collegato in più alta quota al monte Alpesisa.

## Monumenti e luoghi d'interesse

### Ponti storici
Per la val Bisagno passava la via per l'Emilia e all'altezza della zona di San Fruttuoso vi era il passaggio della Aurelia Romana.
- Ponte di Sant'Agata: unico reperto sul torrente risalente all'epoca medievale, prende il nome dalla omonima chiesa, e attraversa il Bisagno all'altezza del Borgo Incrociati. Inizialmente di 28 arcate, in parte oggi demolite o interrate, attraversava tutta la zona compresa tra il torrente e corso Sardegna, lasciata libera come greto alluvionale di scarico per le piene del torrente. Fu gravemente danneggiato durante l'alluvione del 1970, causando il crollo di due delle cinque arcate allora rimanenti, un'ulteriore arcata crollò durante le successive alluvioni[1]. Ne restano oggi due di arcate, all'altezza di Borgo Incrociati.
- Ponte Carrega: ponte monumentale risalente al XVIII secolo, è il più antico nell'area ad essere tuttora utilizzato. Attraversa il Bisagno all'altezza del quartiere di Montesignano. Inizialmente di 18 arcate, nei secoli successivi furono in parte ridotte o interrate per far spazio alla strada lato est del torrente.

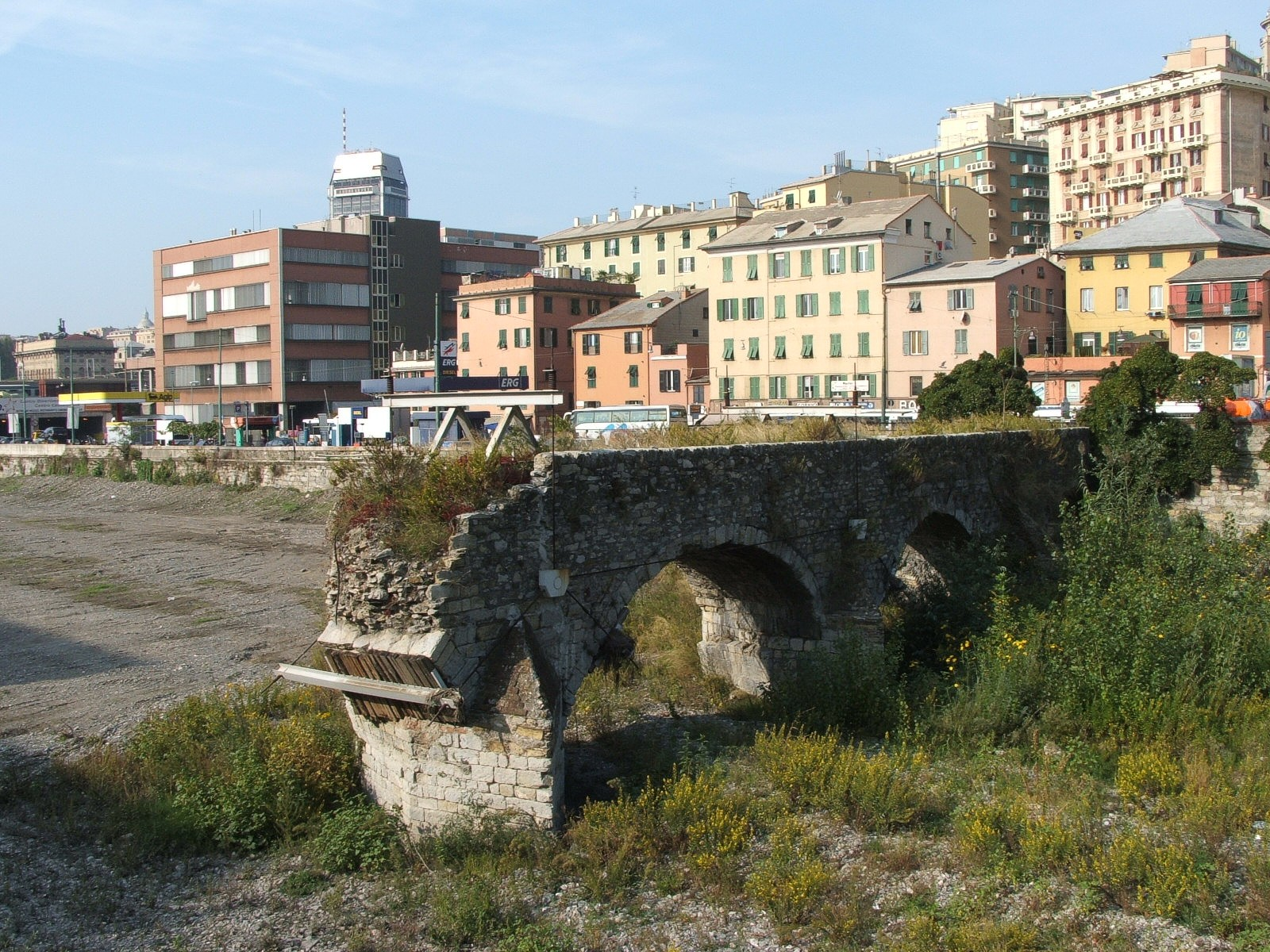
Ponte Sant'Agata
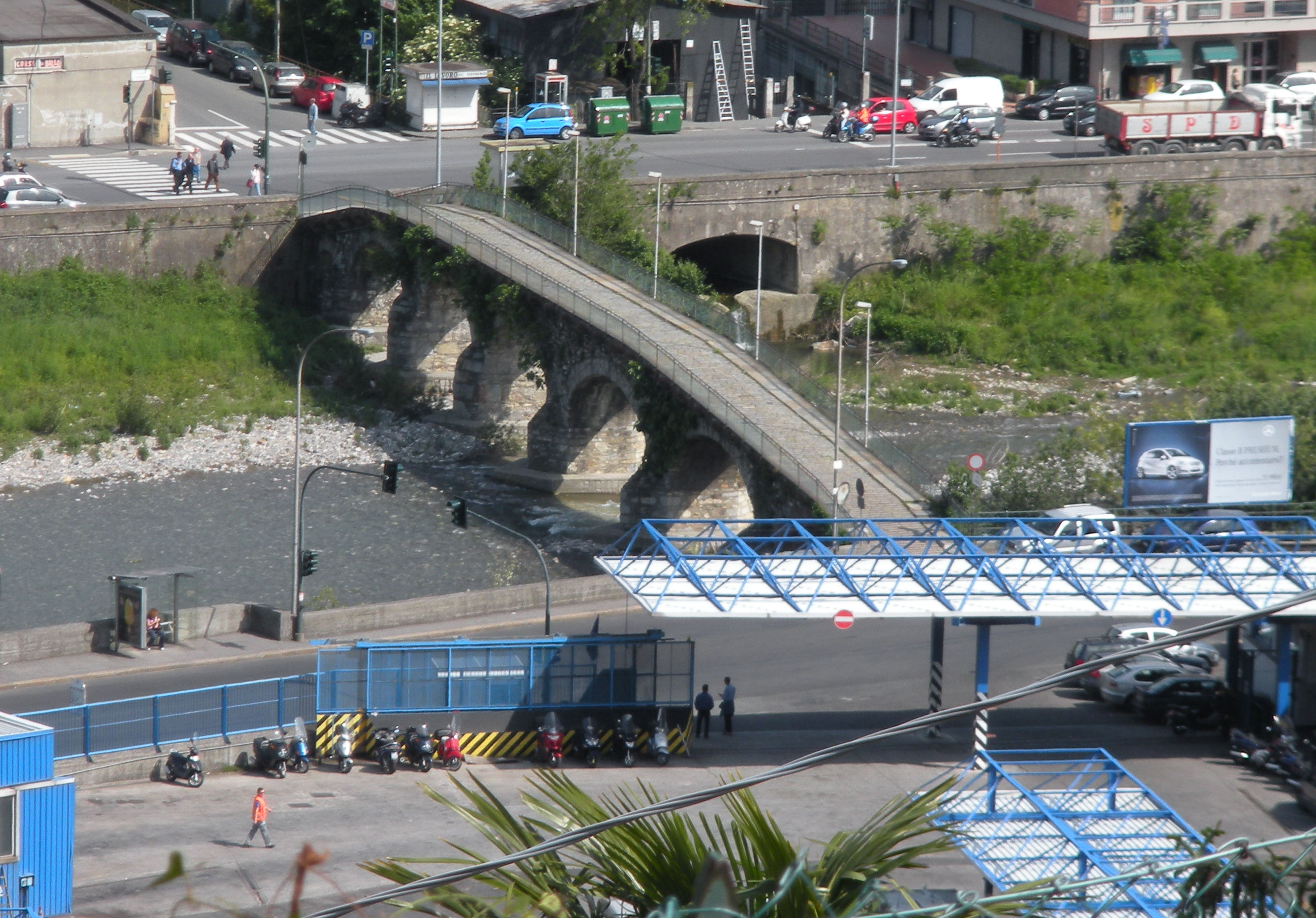
Ponte Carrega
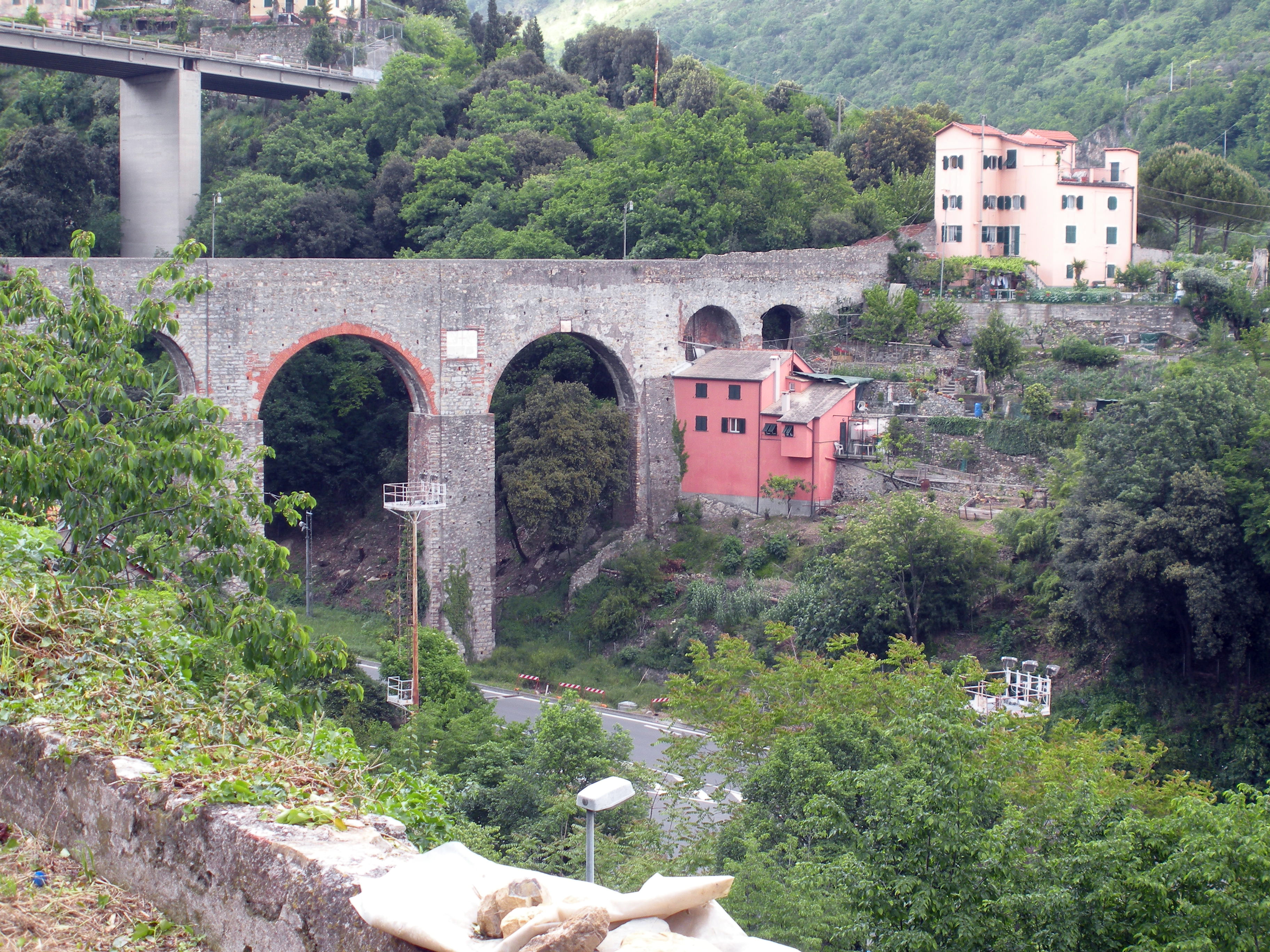
Ponte dell'acquedotto sul canale Briscata (Staglieno)

### Architetture religiose
Luogo di percorsi che conducevano all'Emilia, nel Medioevo sorsero varie istituzioni ecclesiastiche:
- Chiesa di Sant'Agata: con resti del XIII secolo, all'estremità di levante del ponte omonimo.
- Chiesa di Santa Margherita di Marassi: della quale rimangono resti del campanile medievale, di cui sono messe in evidenza le bifore del Duecento.
- Chiesa parrocchiale di Quezzi: conserva il campanile, scrostato degli intonaci per mettere in evidenza le pietre a vista.
- Chiesa di Sant'Antonino: un tempo parrocchia di tutta la zona di Staglieno. Resta della parte medievale il campanile, scrostato ora dai successivi intonaci.
- Chiesa di San Siro di Struppa: del XII secolo, esempio tipico di romanico genovese, restituito da un recente restauro.
- Chiesa di San Cosimo di Struppa.
- Chiesa di San Martino di Struppa
- Chiesa parrocchiale di Sant'Eusebio: la chiesa conserva l'originario campanile.
- Chiesa parrocchiale di Bavari: conserva parti della facciata in pietra.
- Cimitero monumentale di Staglieno del XIX secolo.

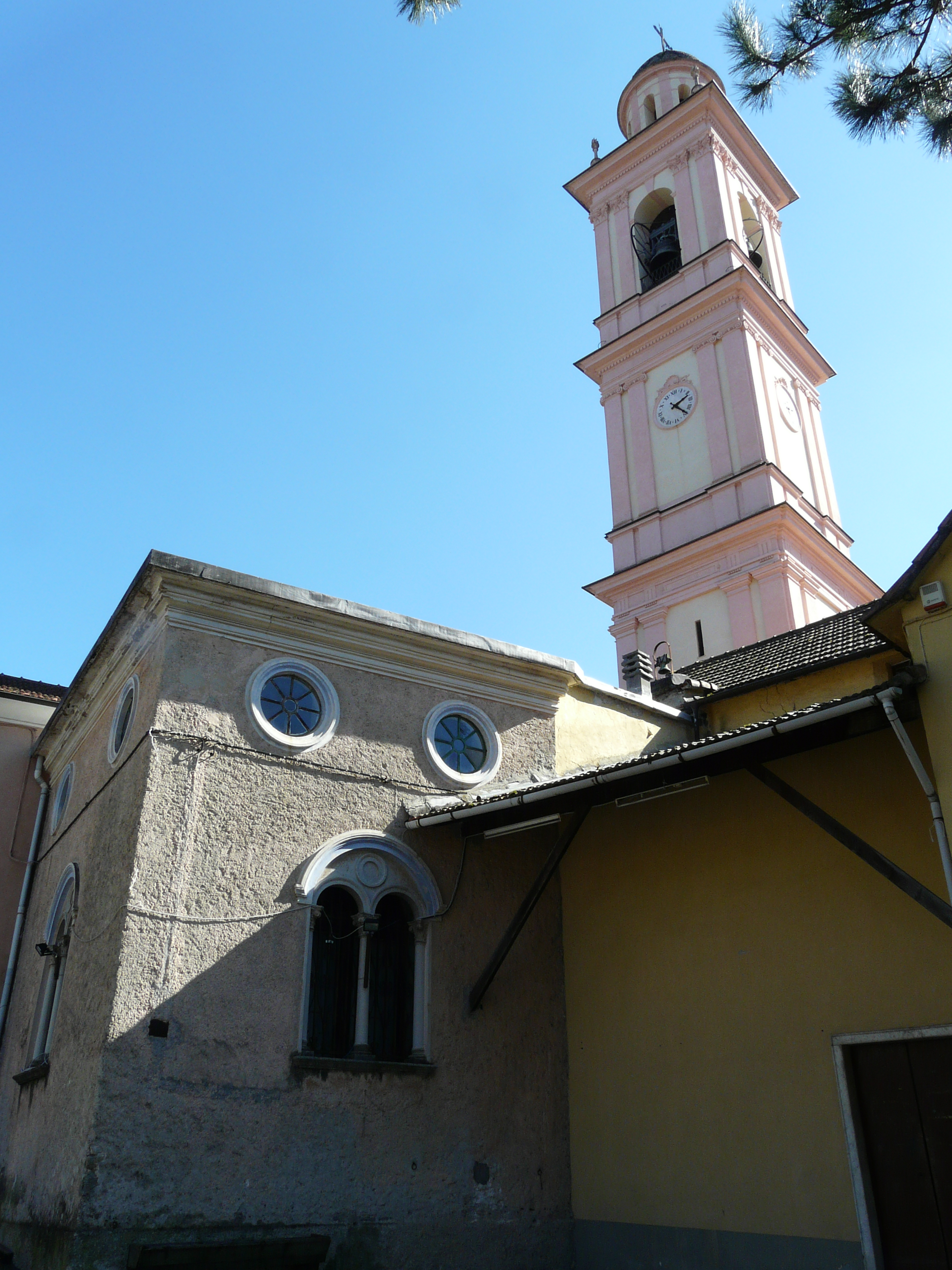
Sant'Ambrogio a Traso (Bargagli)
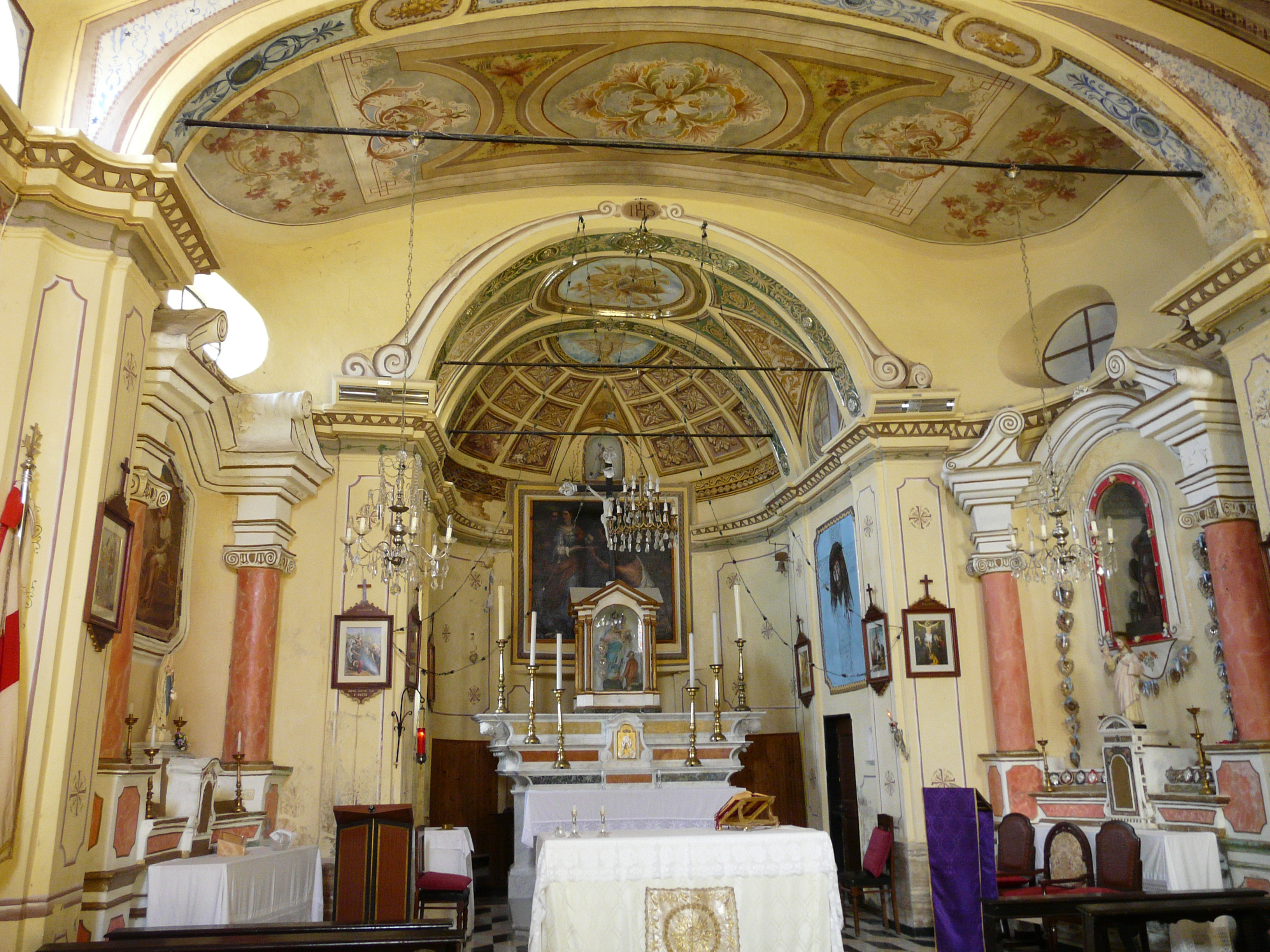
San Giovanni Battista a Terrusso (Bargagli)
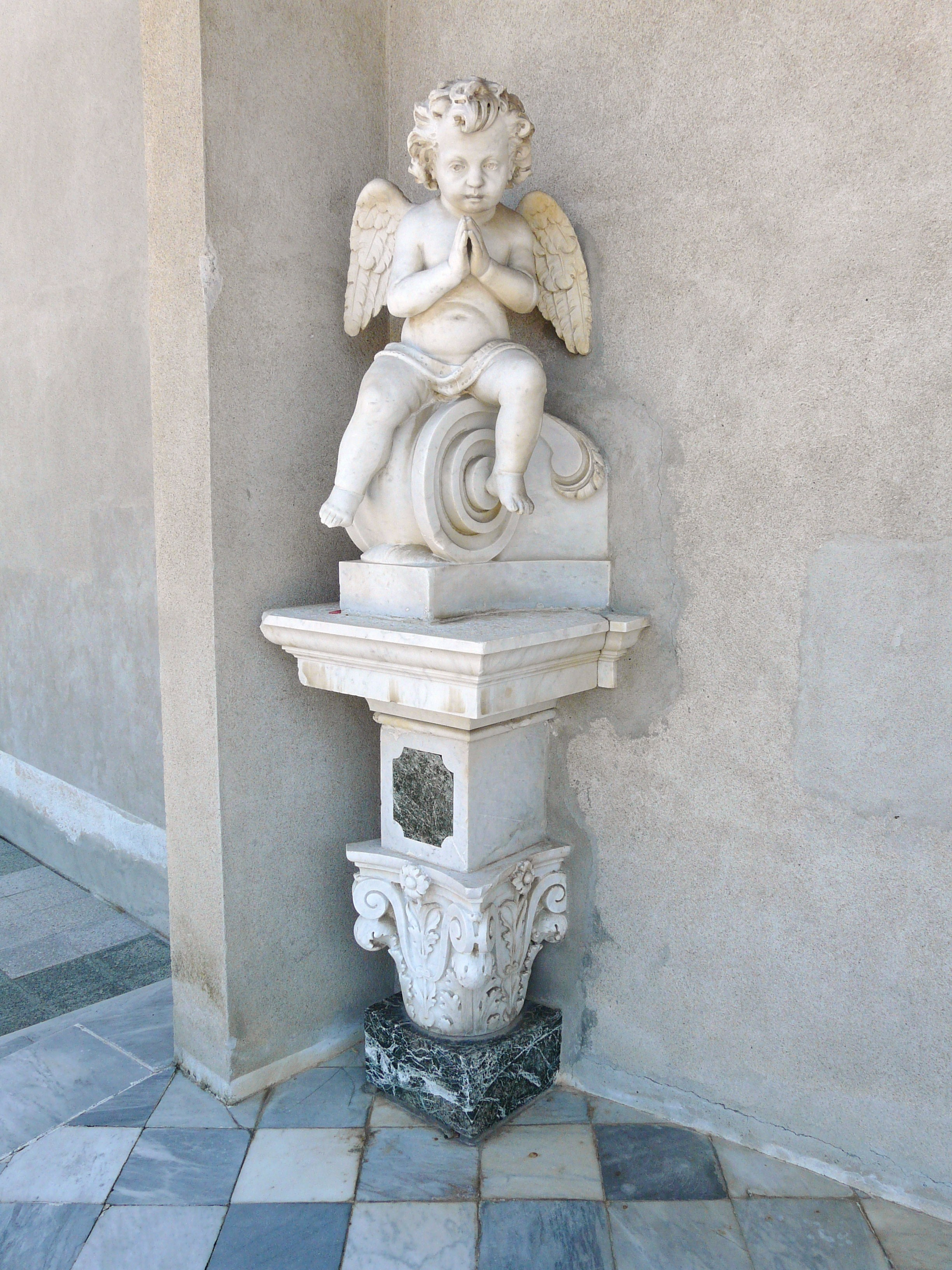
Angelo a San Siro di Viganego (Bargagli)
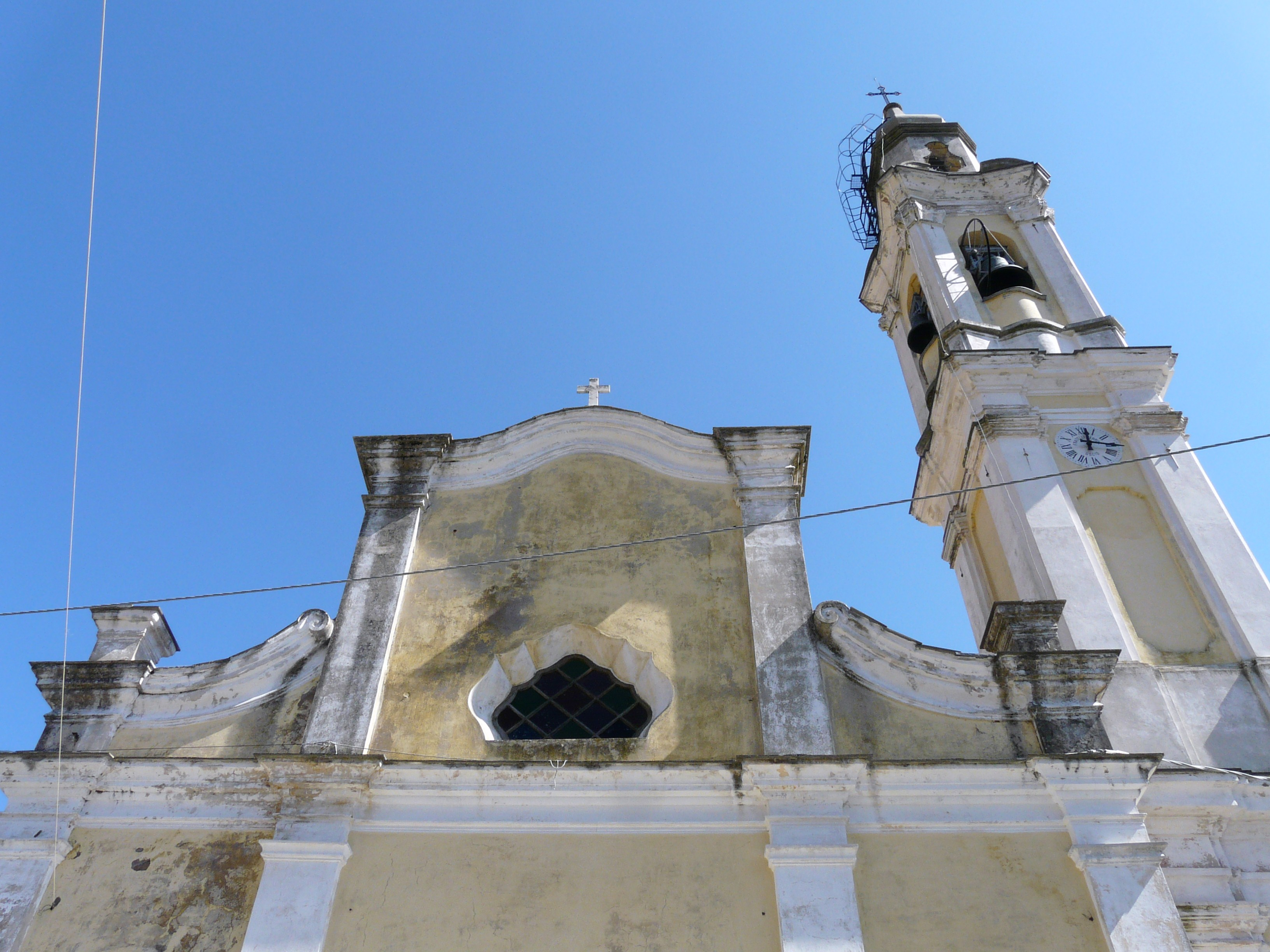
San Colombano a Moranego (Davagna)
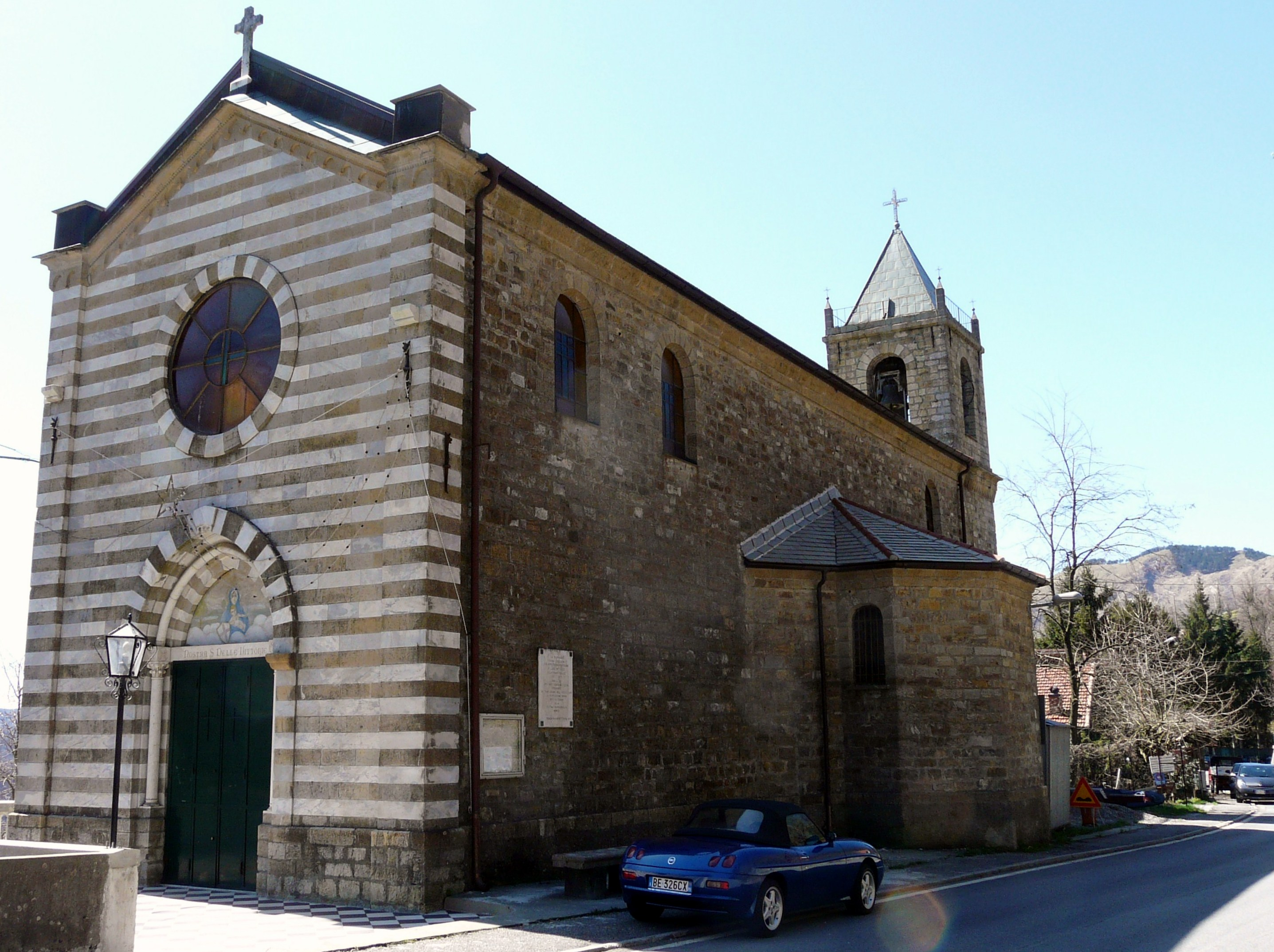
Santuario di Nostra Signora delle Vittorie a Davagna
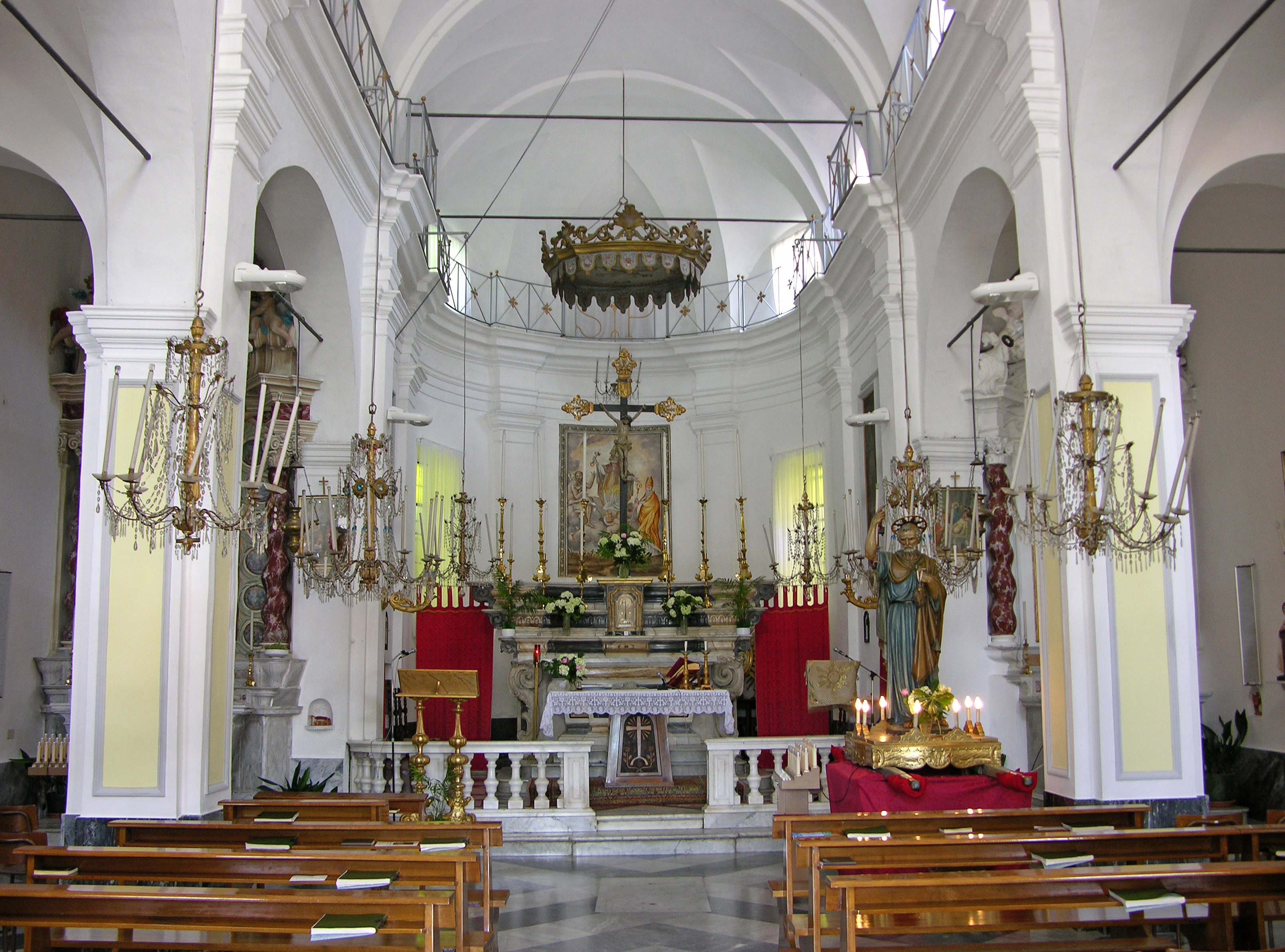
San Pietro Apostolo a Davagna
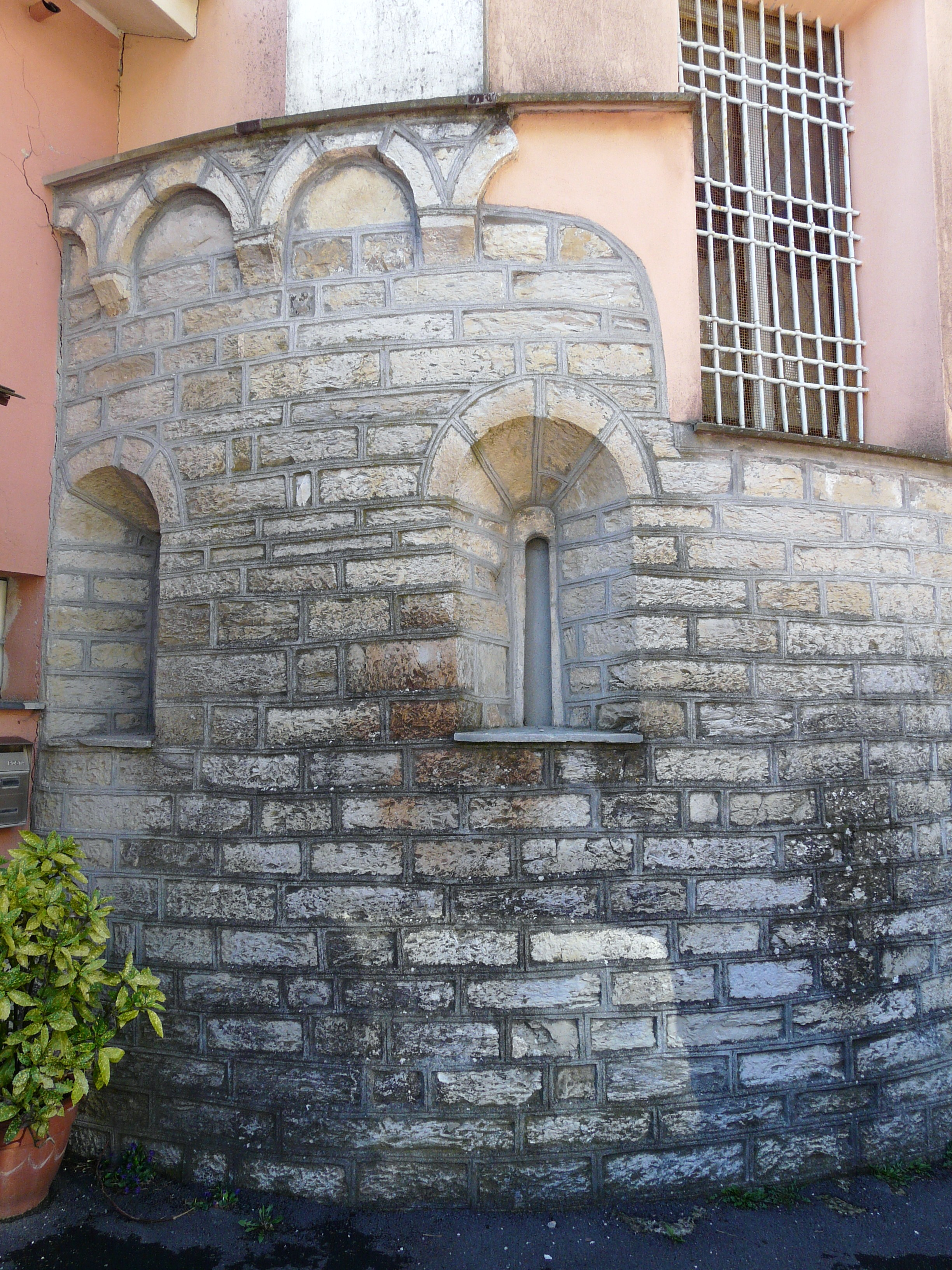
Santo Stefano a Rosso (Davagna)
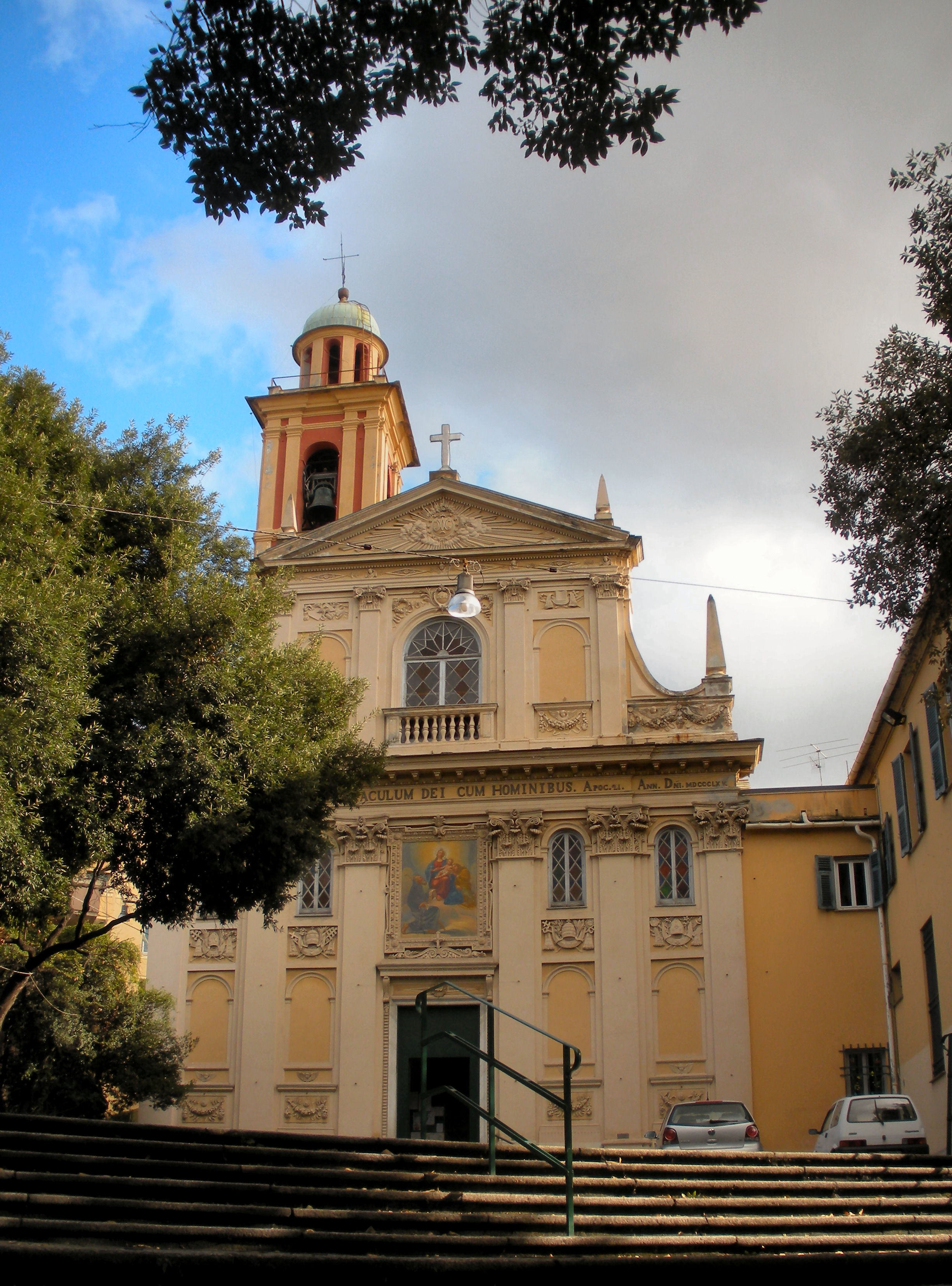
Santa Margherita a Marassi
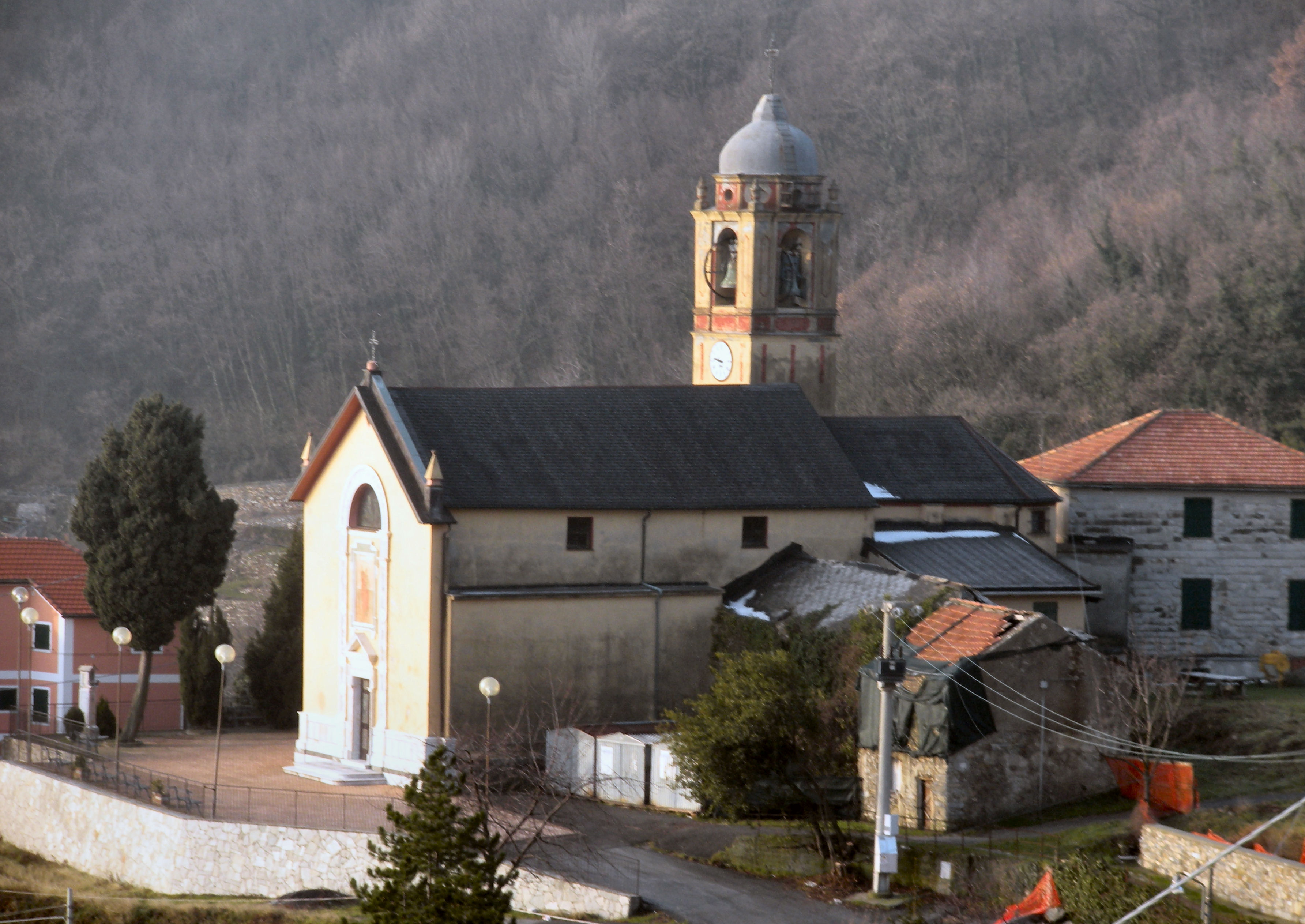
San Pietro di Pino (Molassana)
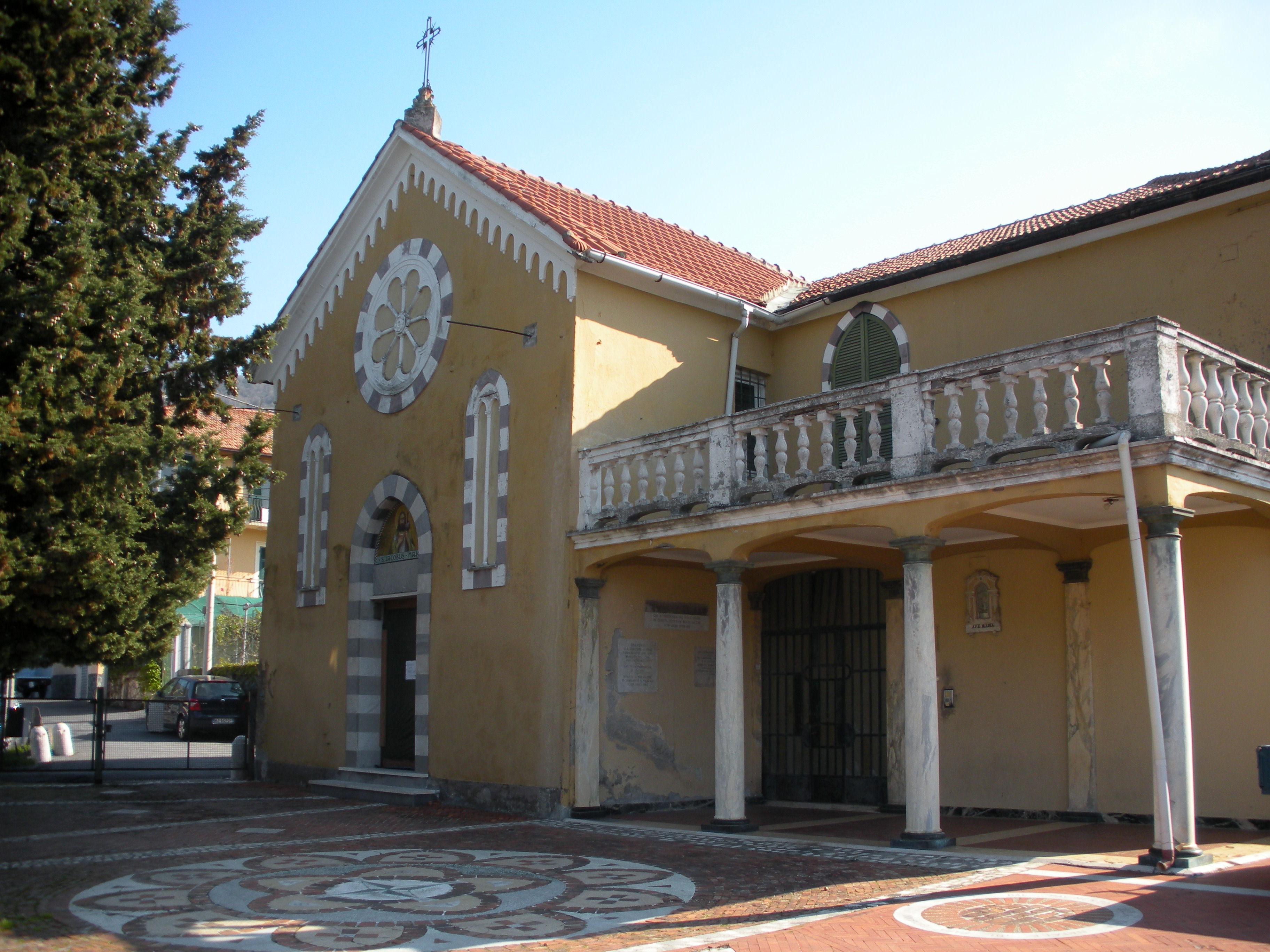
San Giacomo a Molassana
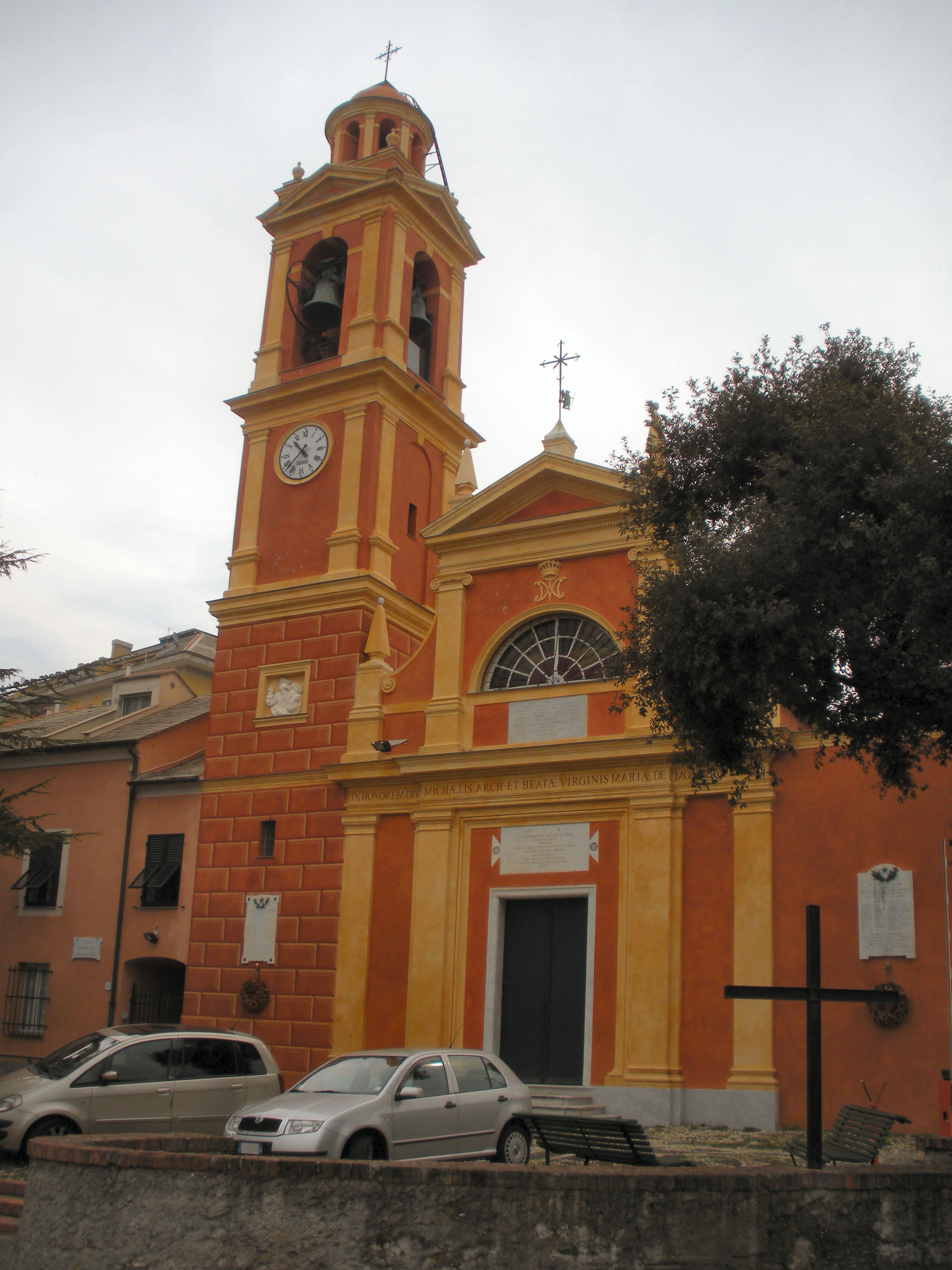
San Michele di Montesignano (Molassana)
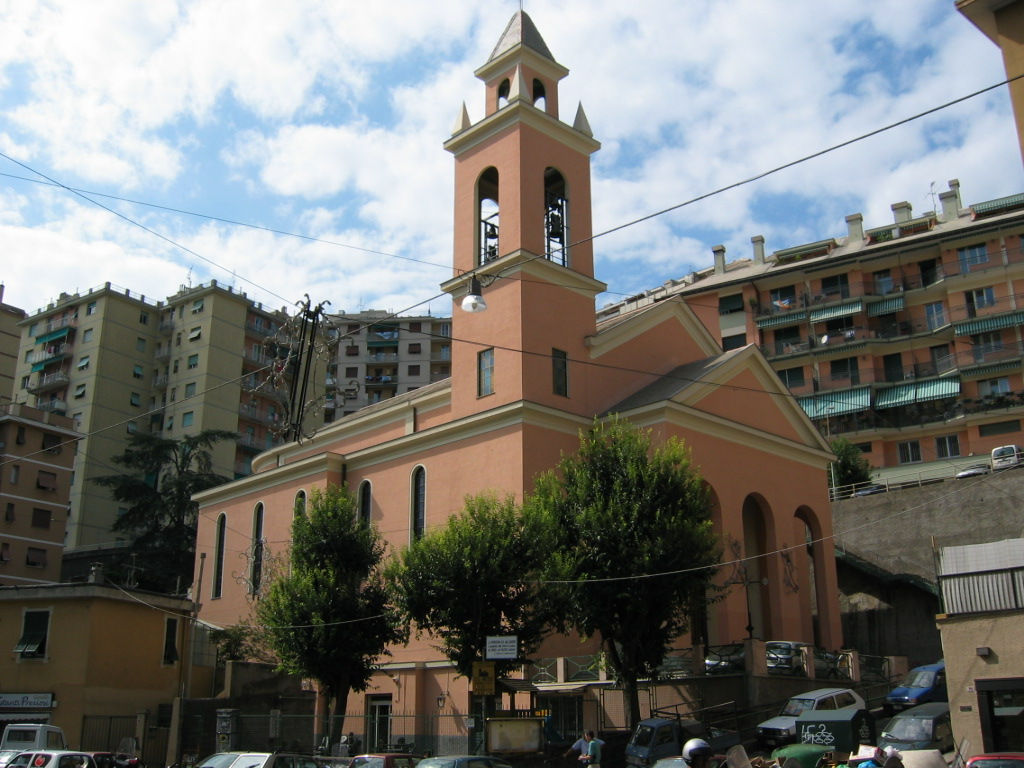
Nostra Signora della Guardia di Quezzi
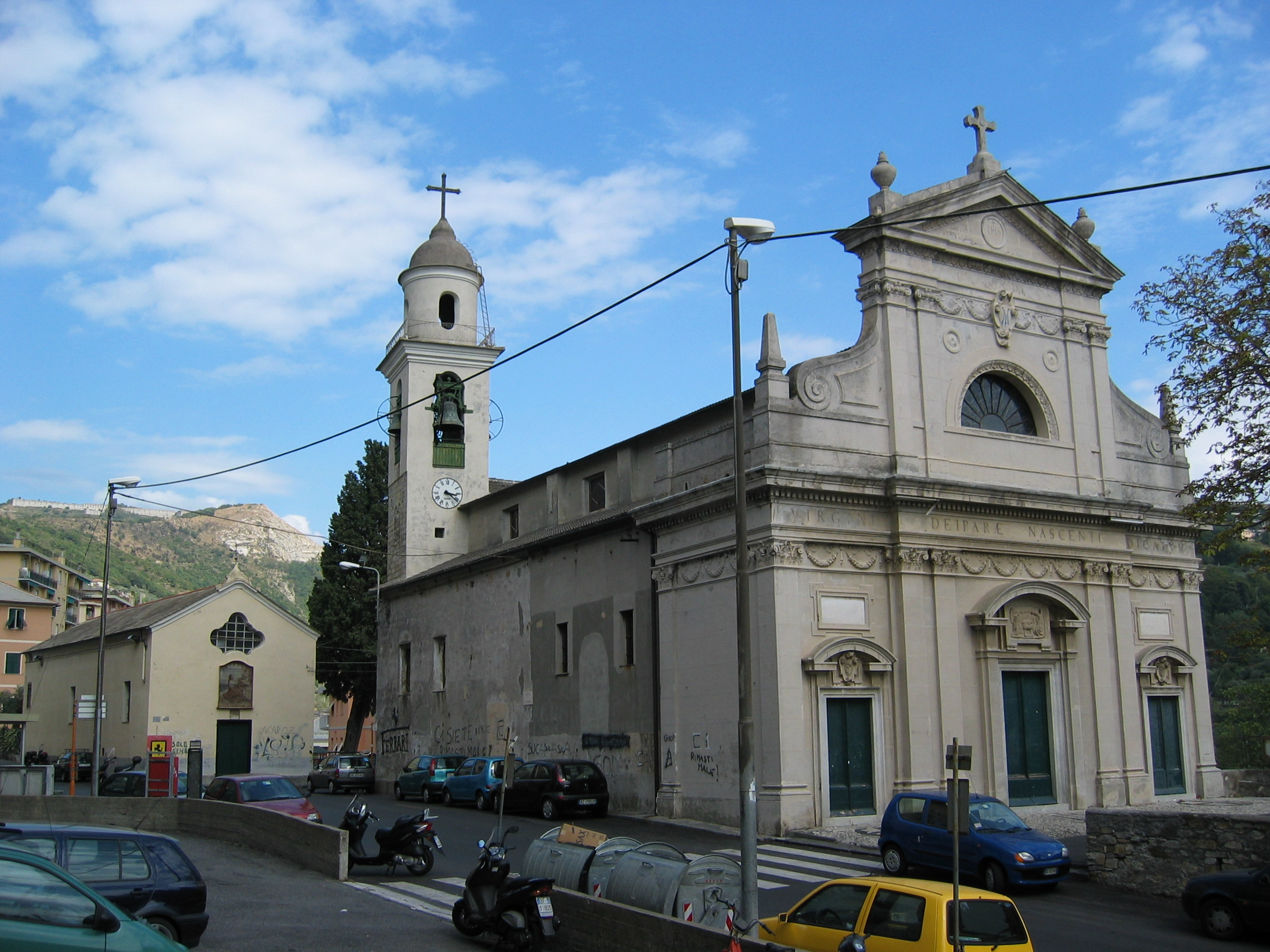
Natività di Maria Santissima di Quezzi
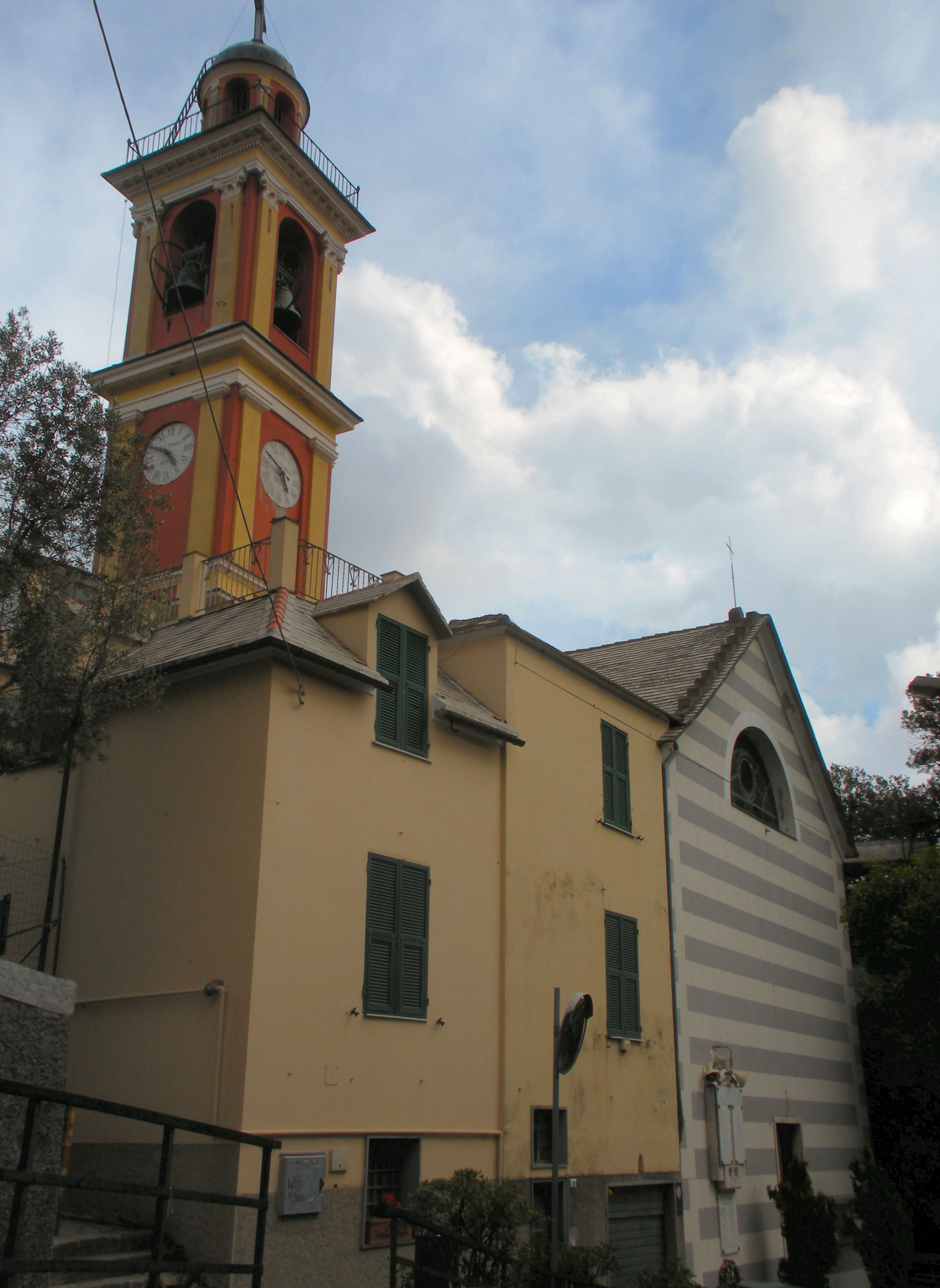
San Bartolomeo di Staglieno

San Siro di Struppa e Cimitero di Staglieno
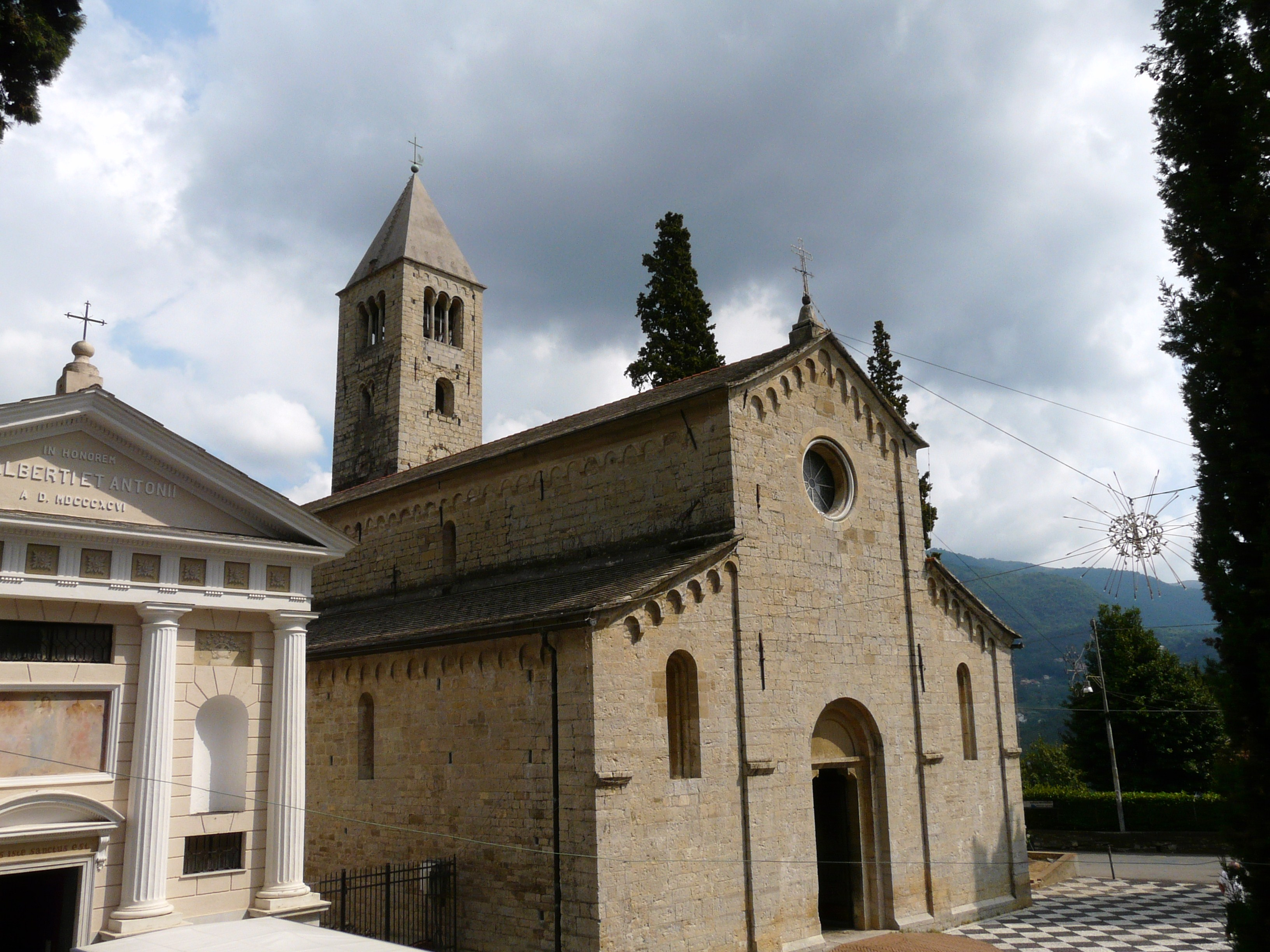
San Siro - esterno
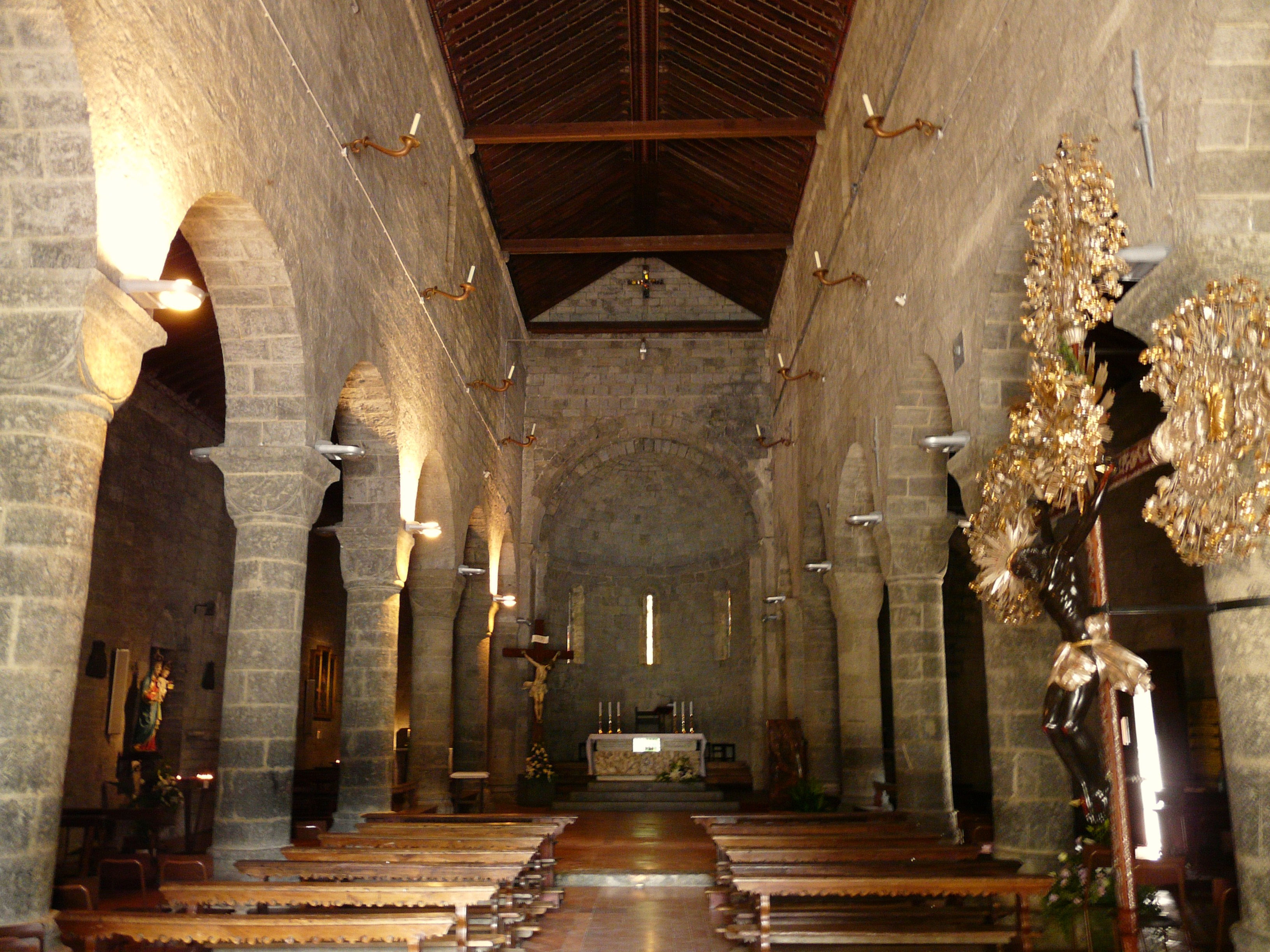
San Siro - interno
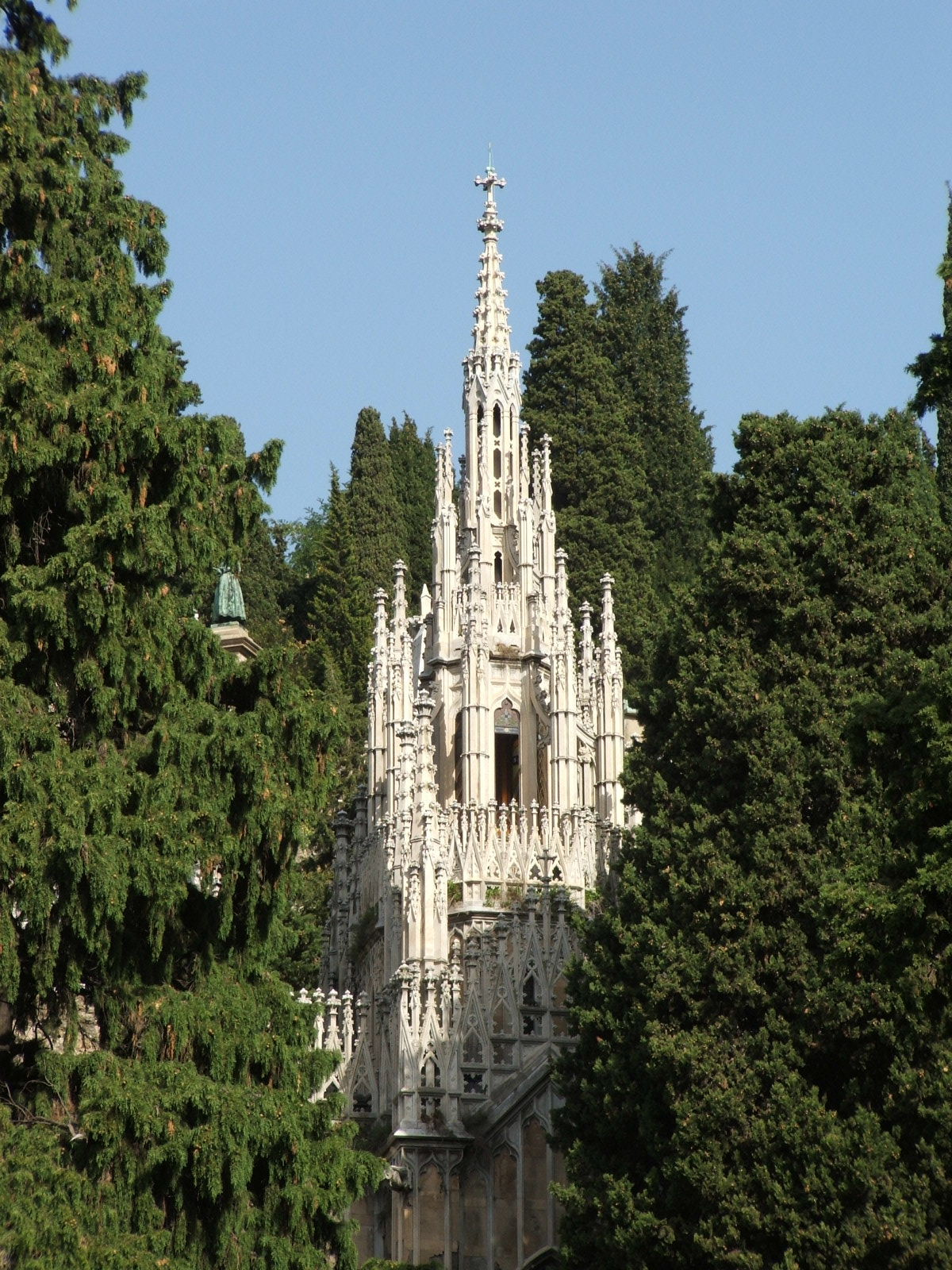
Tomba Piaggio a Staglieno
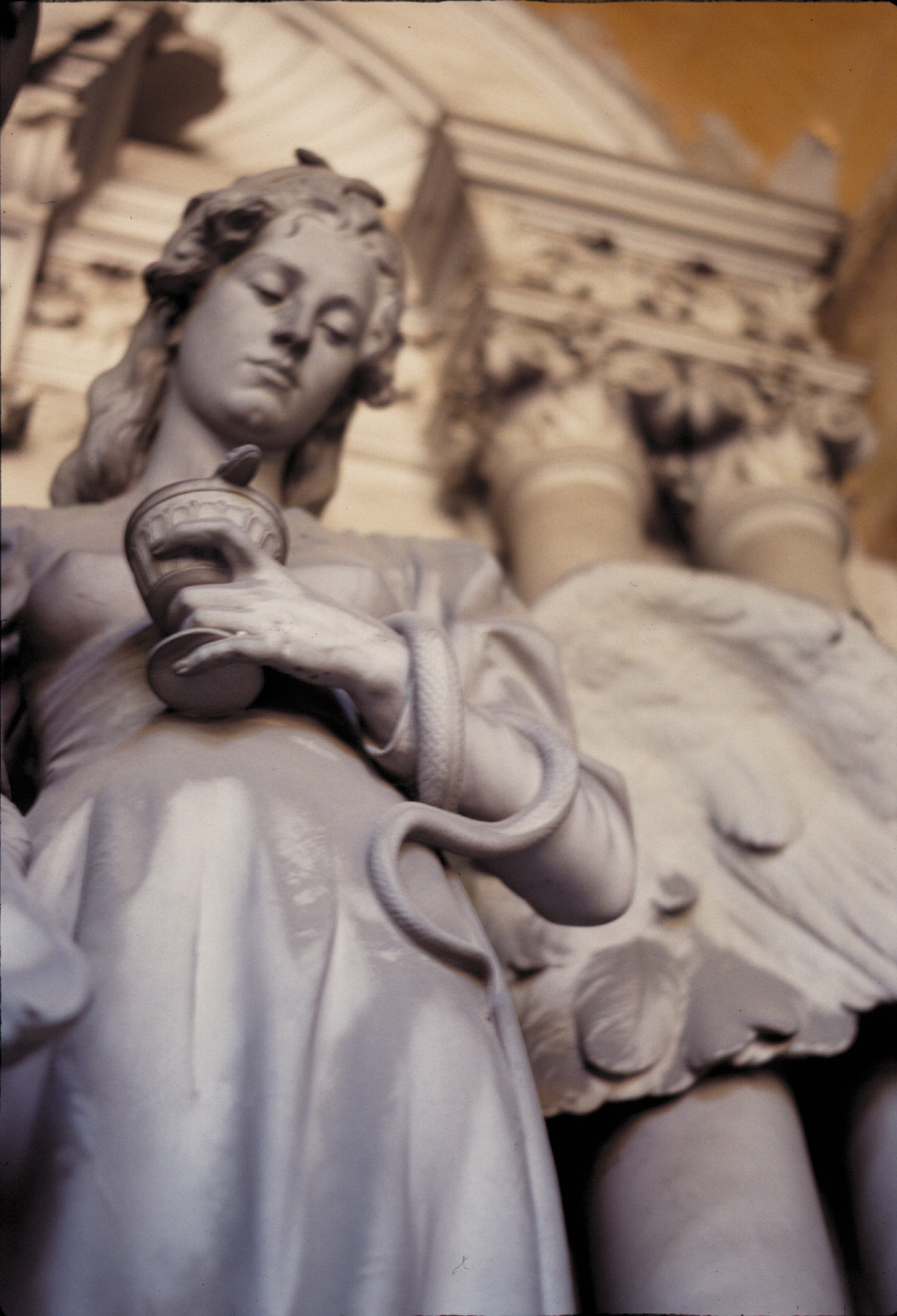
Staglieno
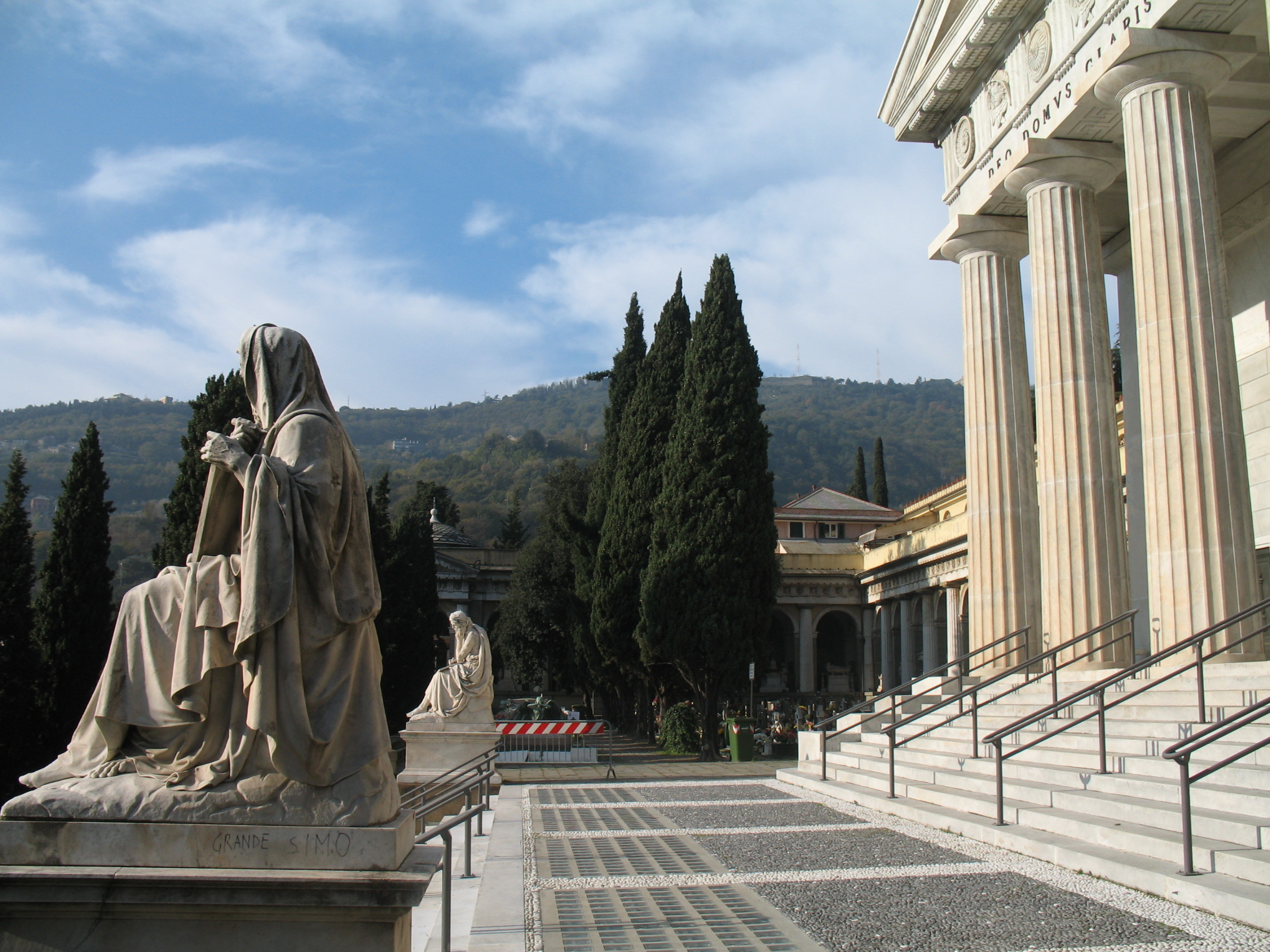
Pantheon di Staglieno
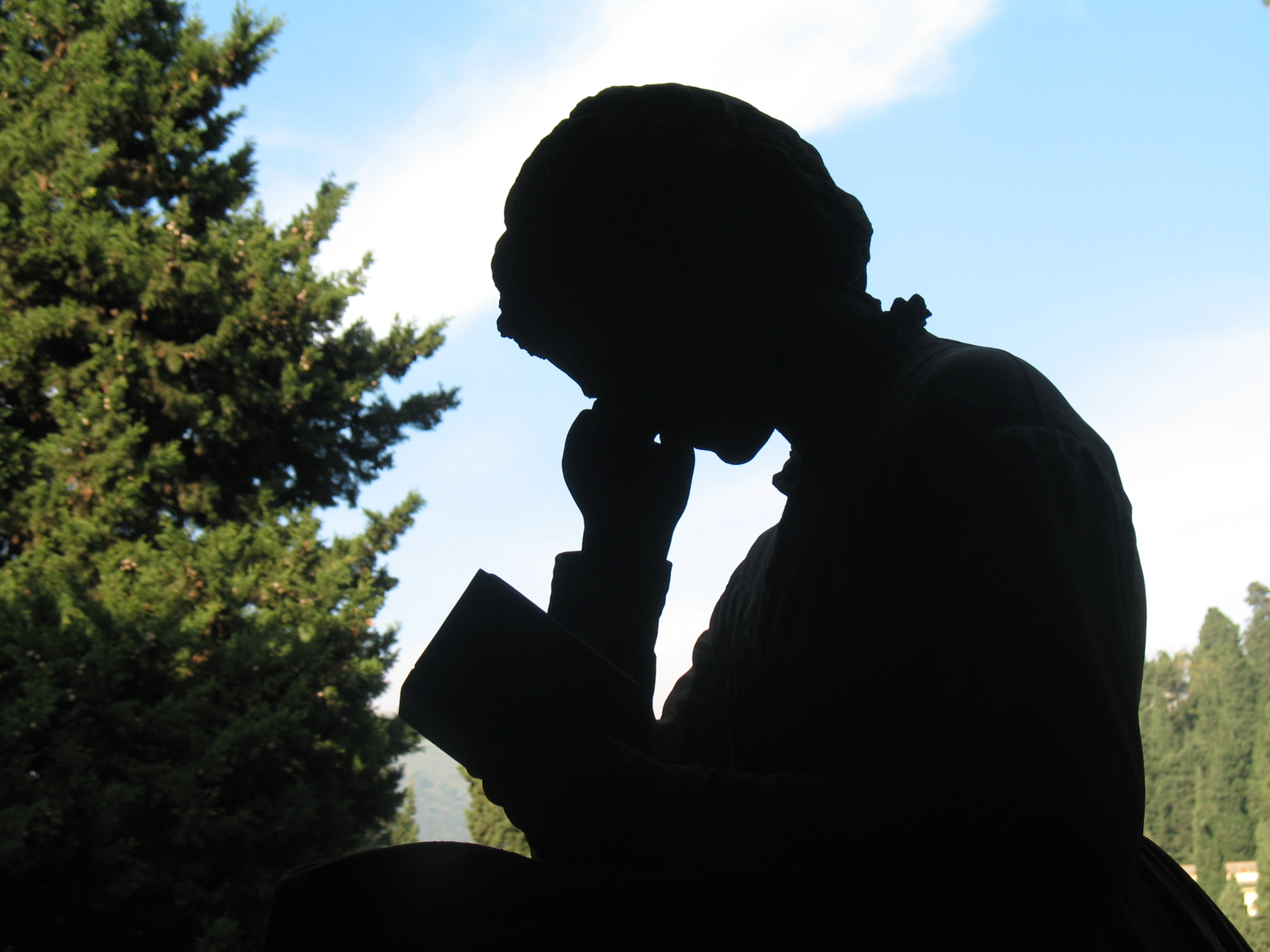
Staglieno
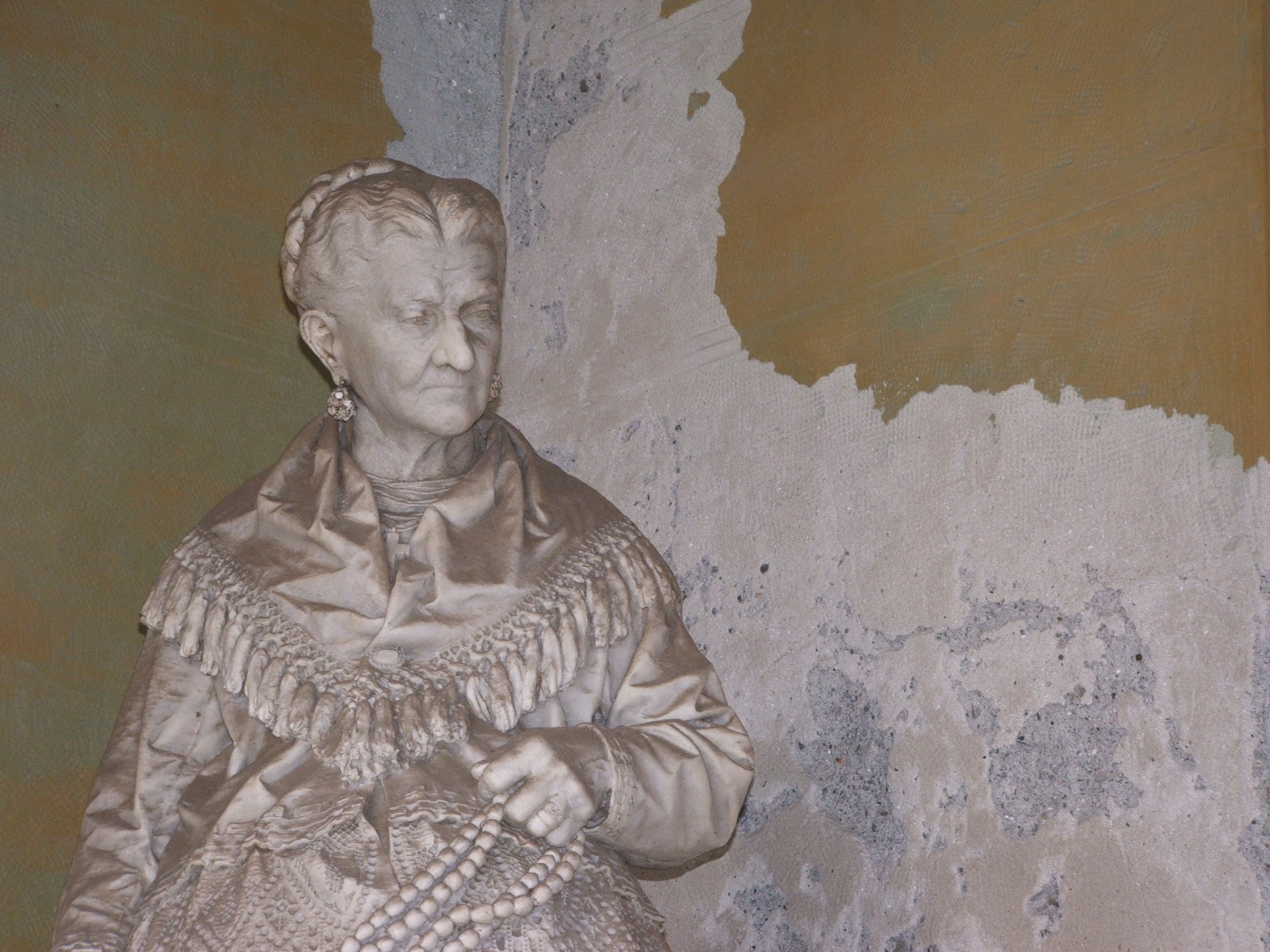
Staglieno

### Castelli e fortificazioni
- Castellaro di Molassana
- Forte Monteratti
- Forte Richelieu
- Forte Santa Tecla
- Forte Puin
- Torre Quezzi

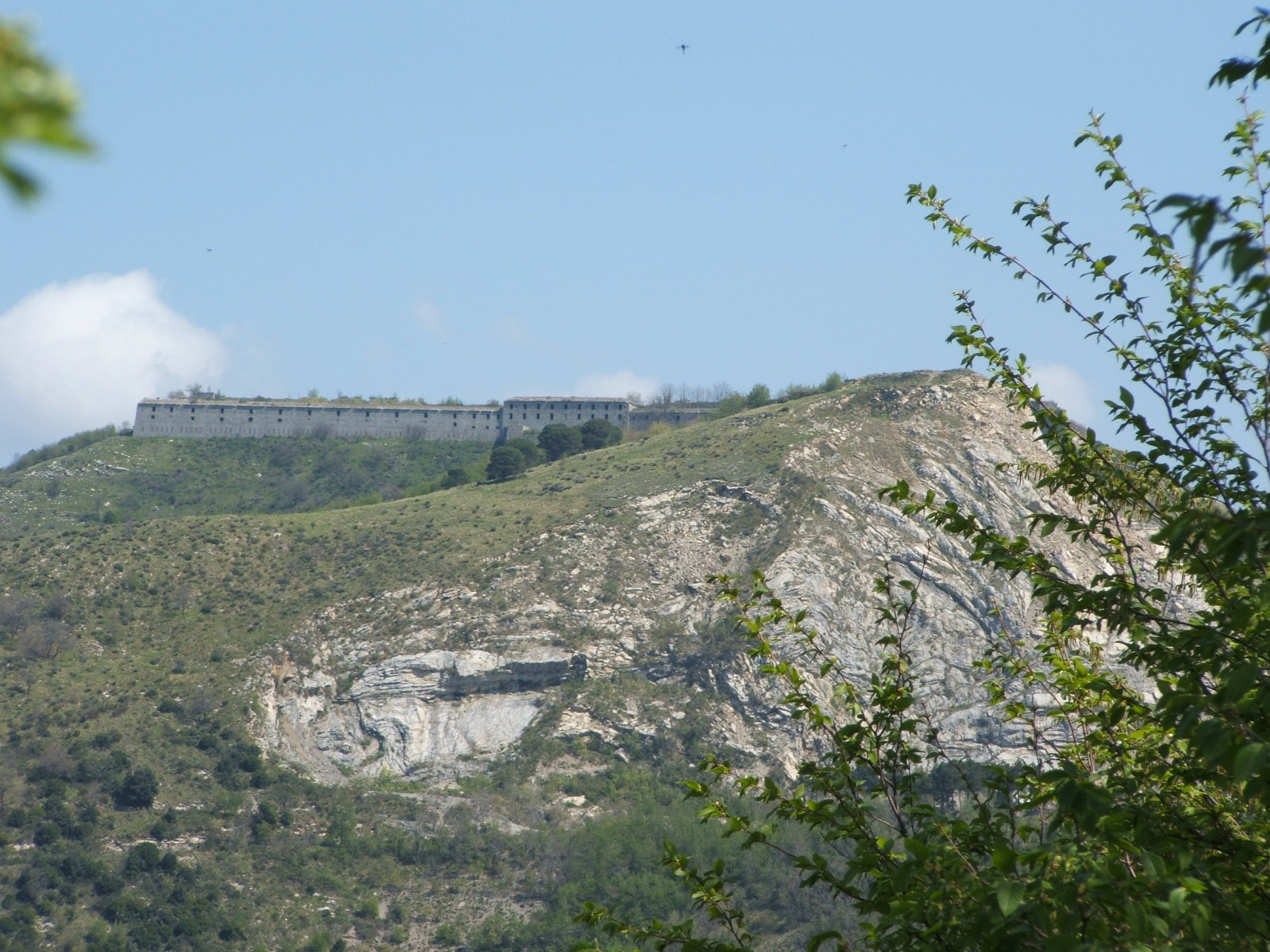
Forte Ratti
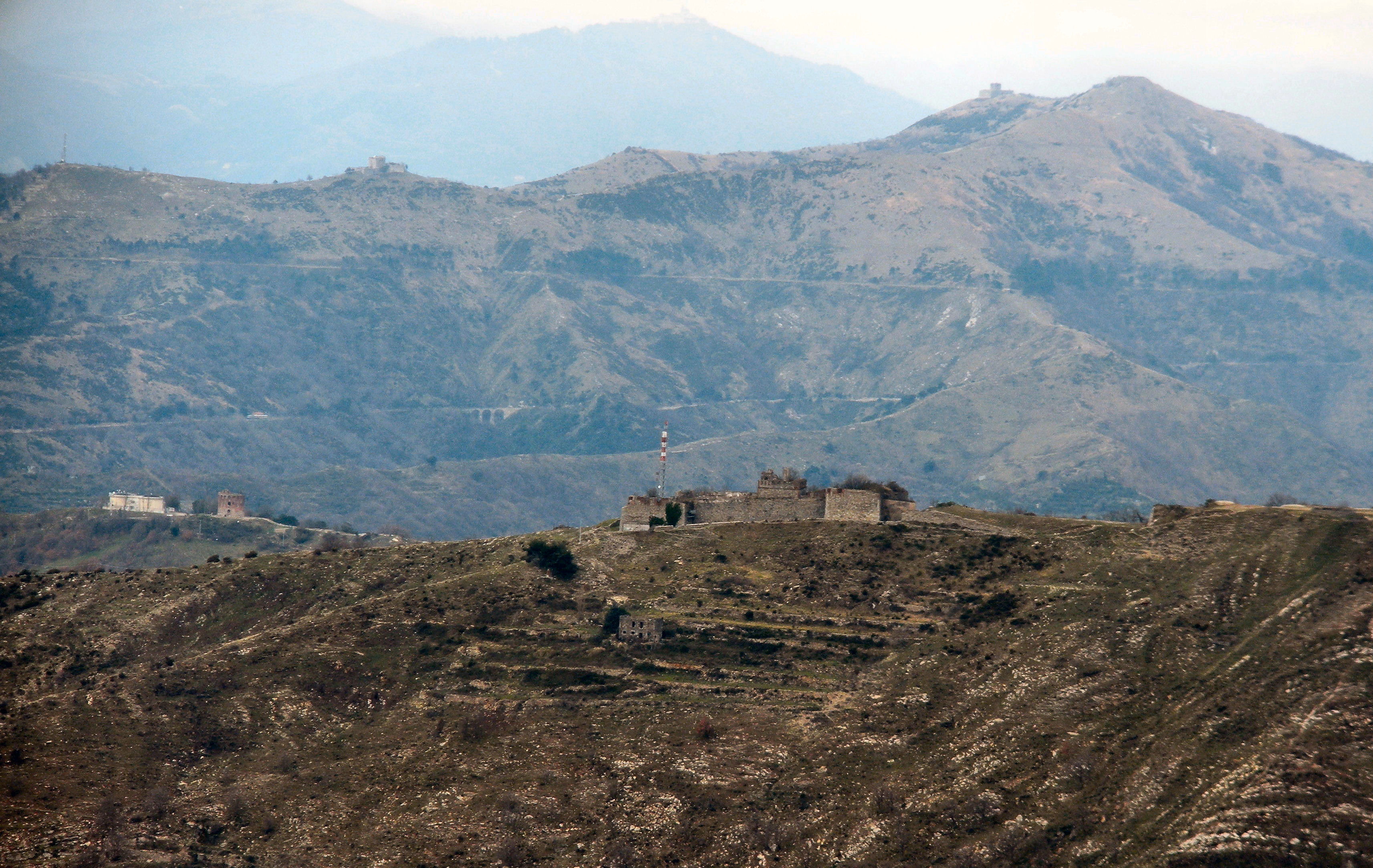
Forte Richelieu
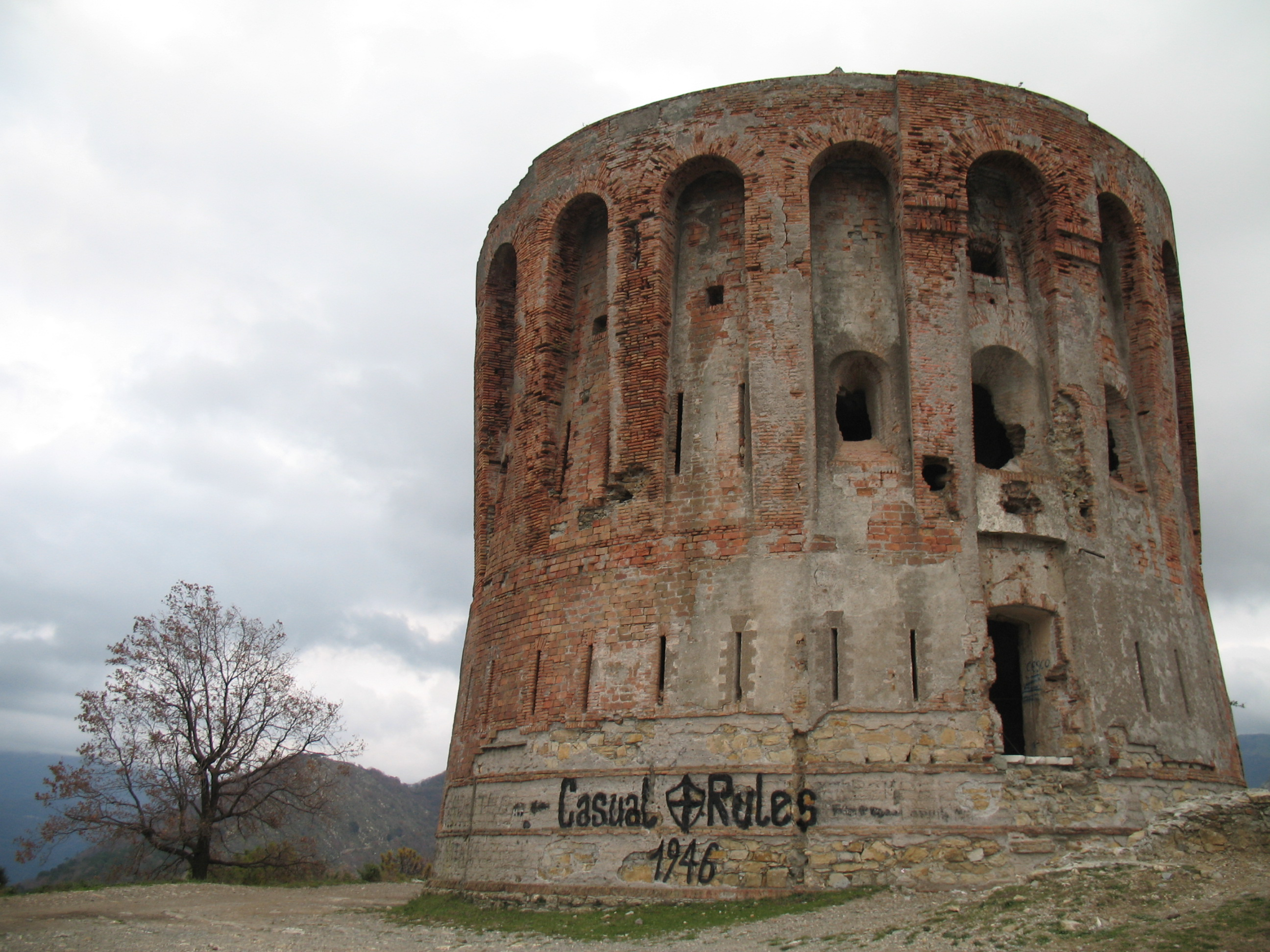
Torre Quezzi
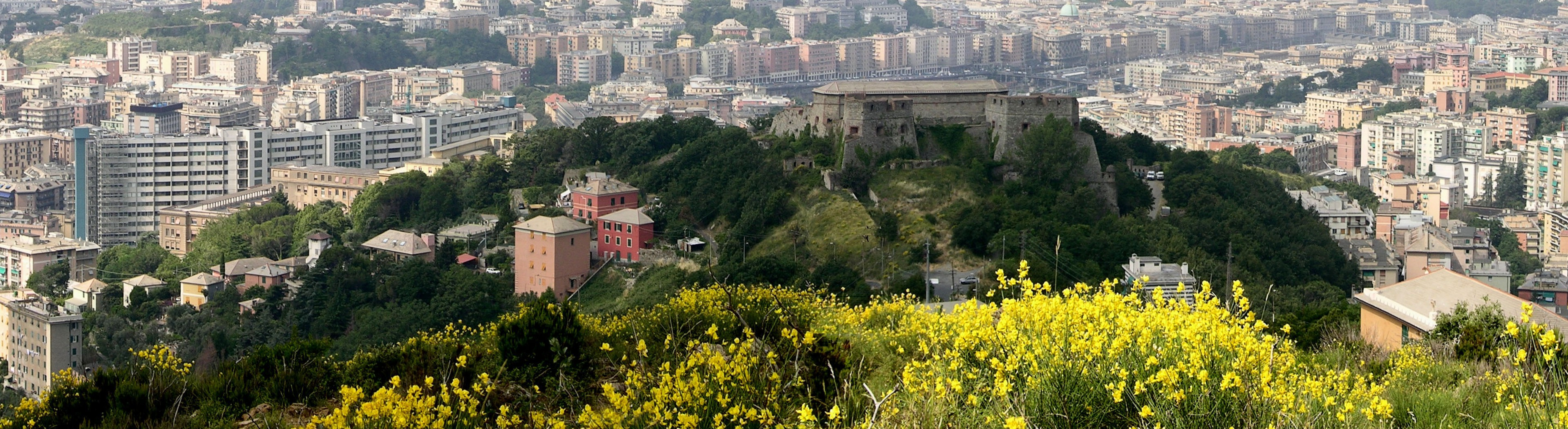
Forte Santa Tecla
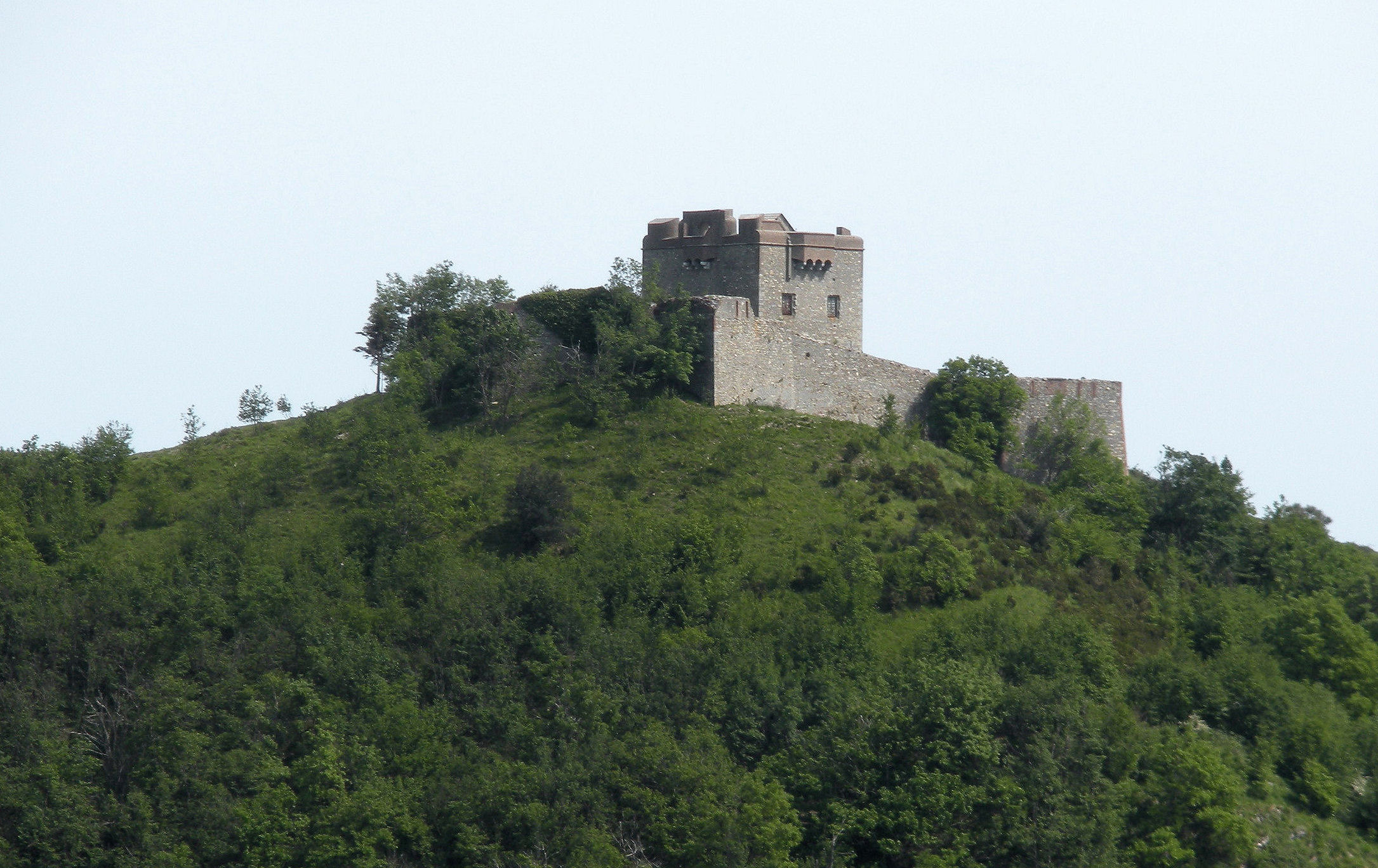
Forte Puin

### Acquedotto
Realizzato nel 1275 da Marin Bocanegra. Percorre la parte a monte il Cimitero, sotto il percorso delle mura nuove. In origine partiva dalle sorgenti della zona di Trensasco. Integrazioni successive ne hanno prolungato il percorso, arrivando a raccogliere le acque di sorgenti ancora più a monte della val Bisagno. Altre modifiche hanno interessato il percorso, come il Ponte Sifone progettato da Carlo Barabino che supera con una ripidissima discesa ed un altrettanto ripidissima salita il cimitero monumentale di Staglieno. La parte medievale corre con la sua serie di arcate a mezza costa e sempre alla stessa quota; utilizzata come percorso pedonale, la costruzione del casello autostradale di Staglieno negli anni sessanta ne ha interrotto il tracciato ed attualmente versa in condizioni di rovina.

### Ville storiche

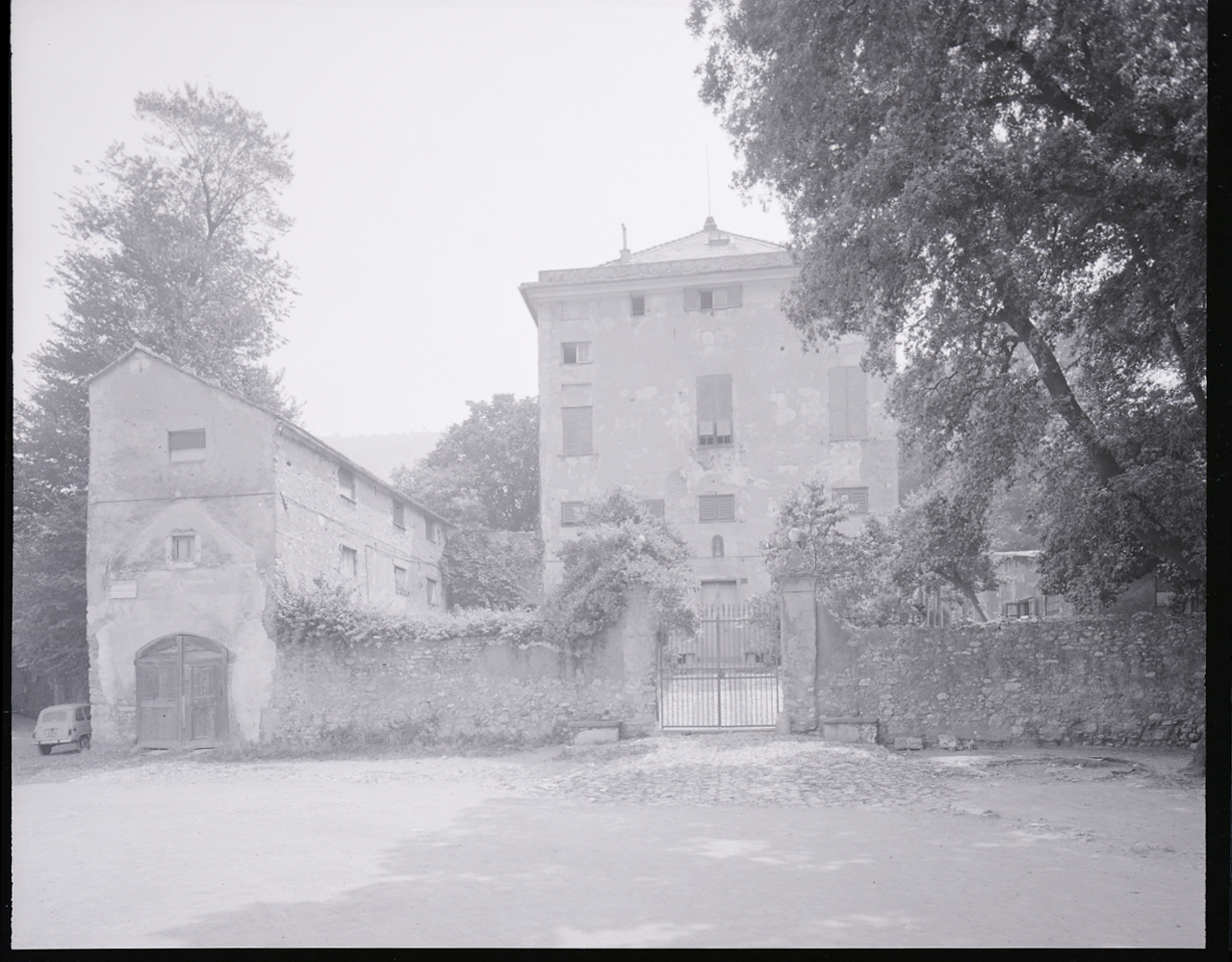
Villa Brignole Marassi. Foto di Paolo Monti, 1963

### Altre architetture

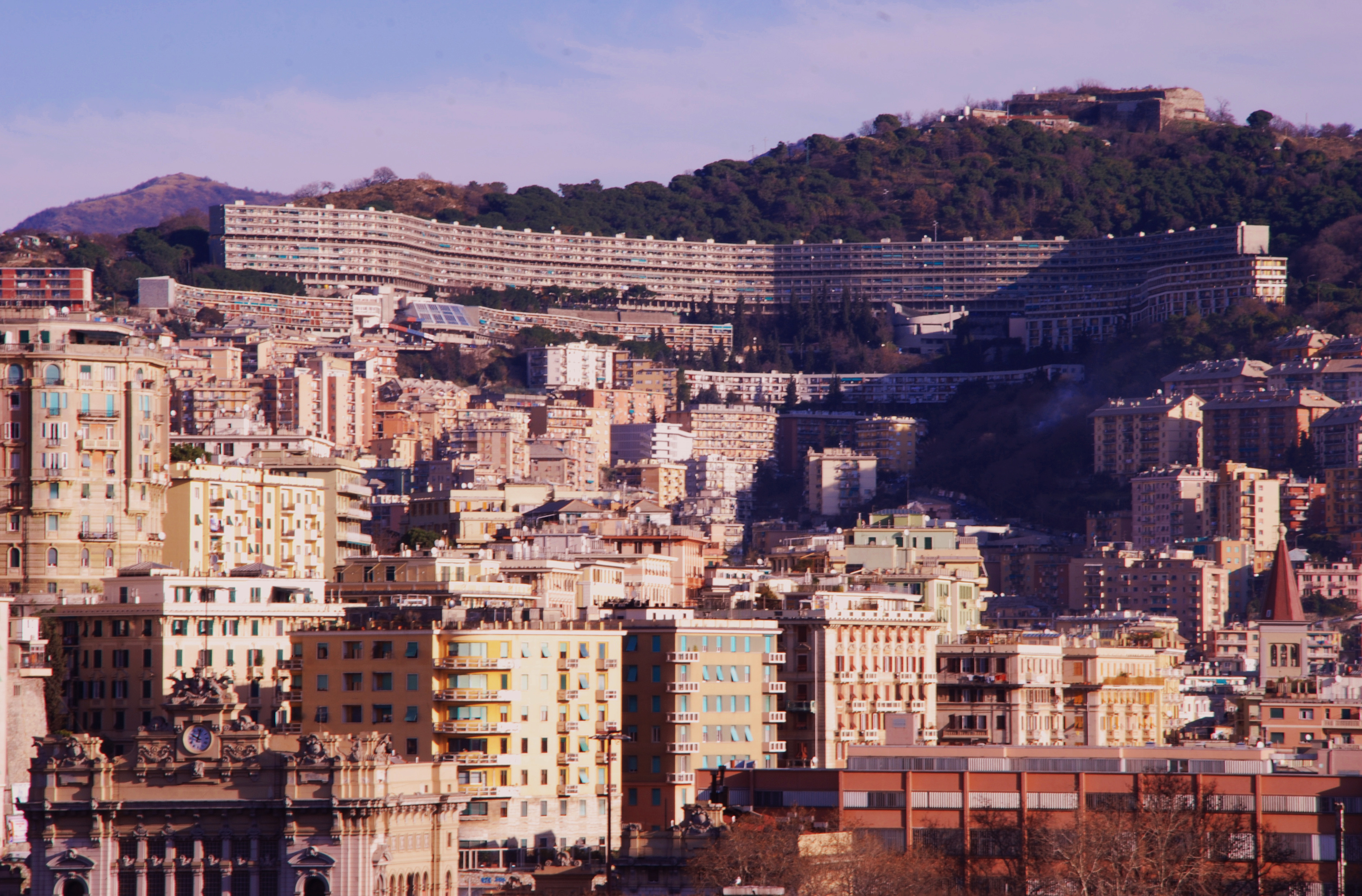
Il "Biscione"
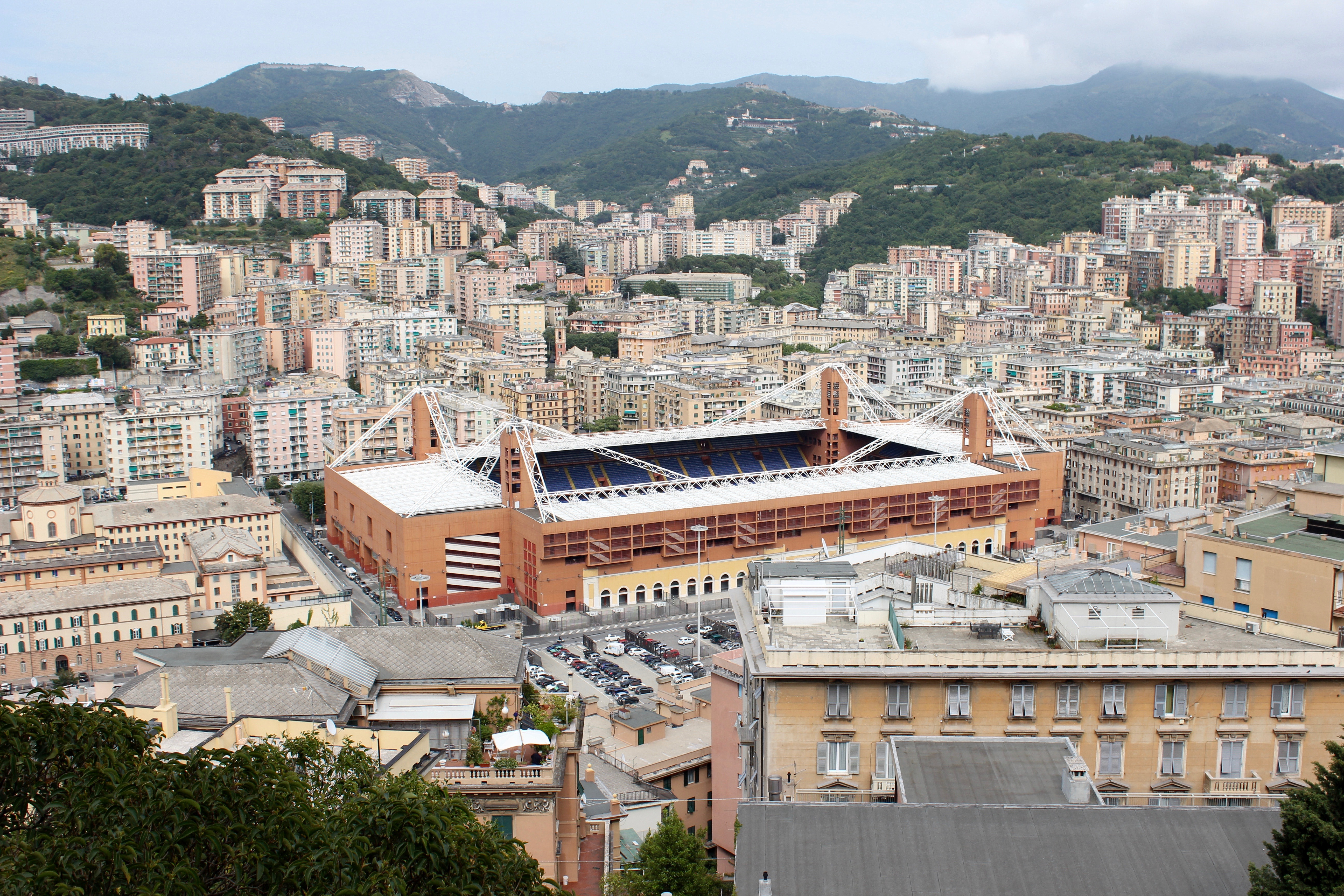
Marassi e lo Stadio Luigi Ferraris
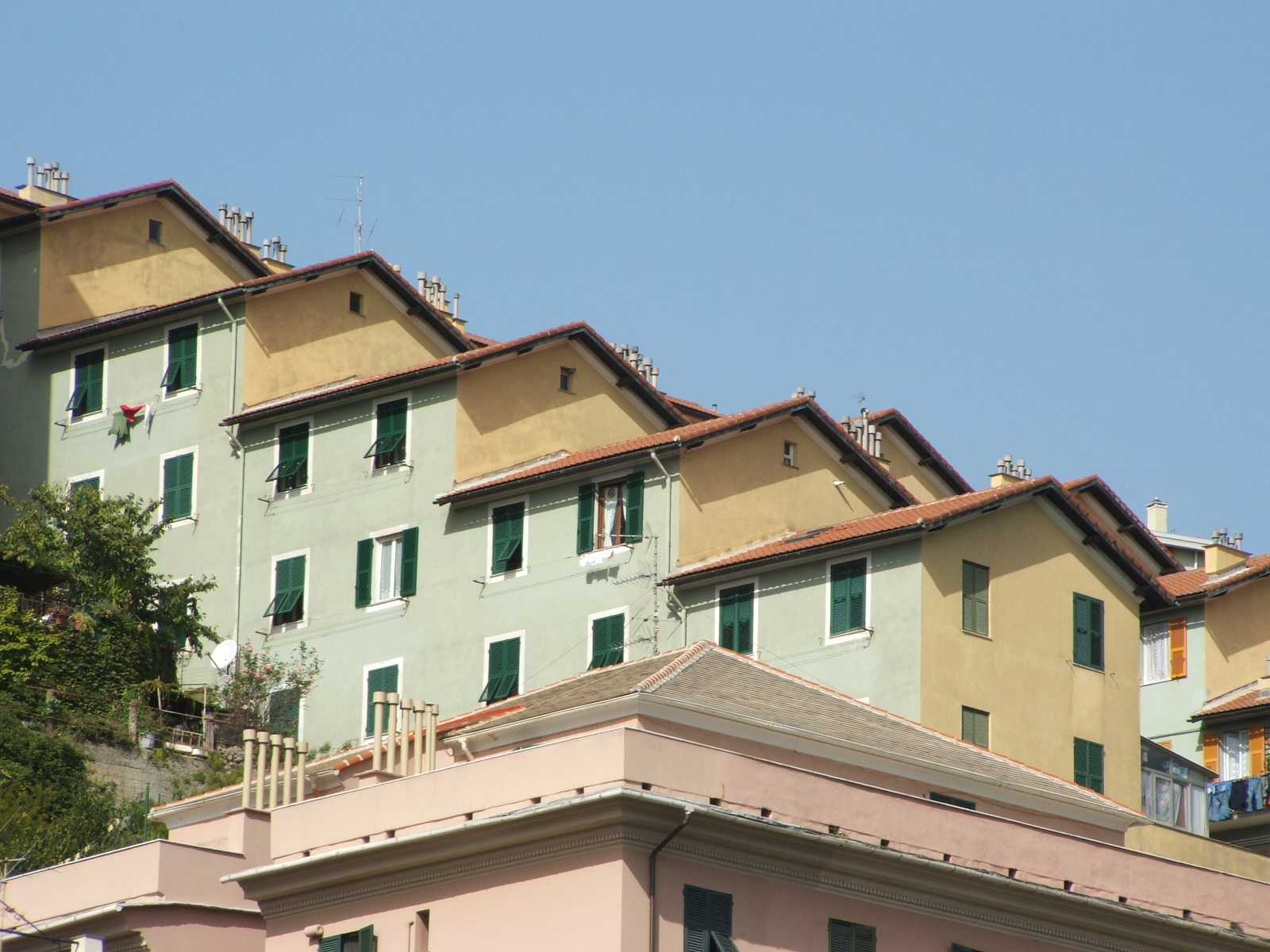
Case popolari a Staglieno
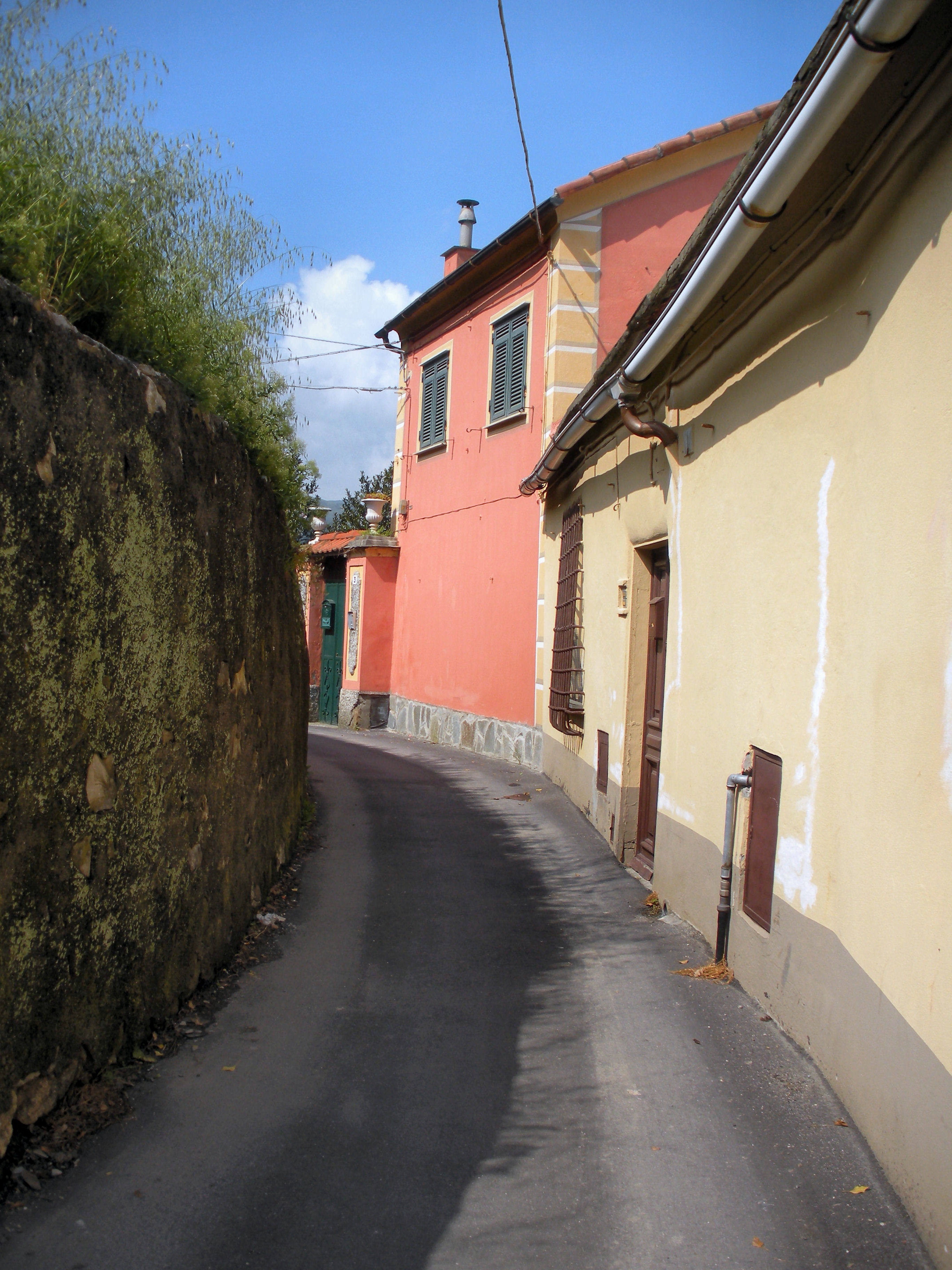
Crêuza a San Pantaleo (Staglieno)
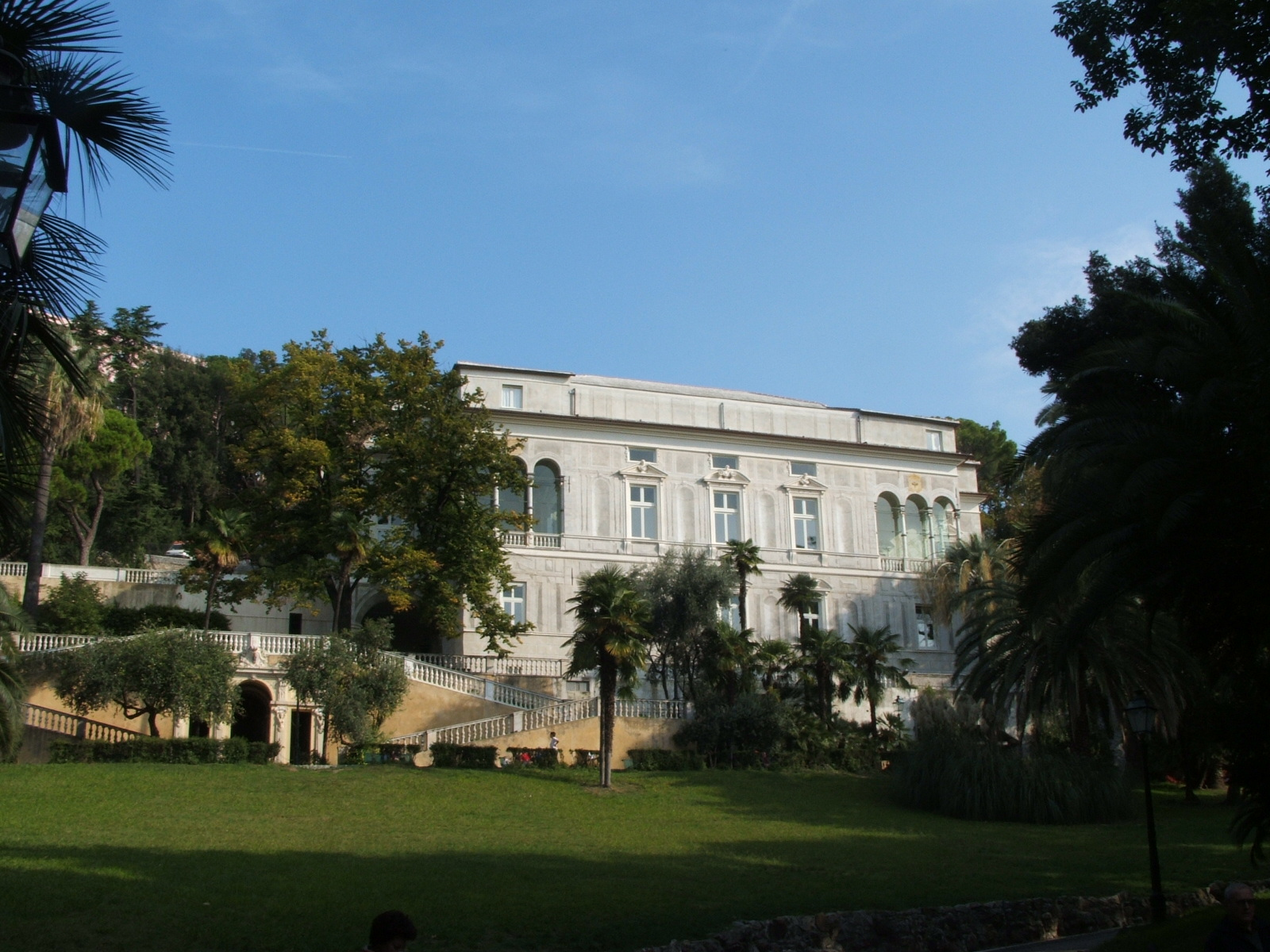
Villa Imperiale a San Fruttuoso
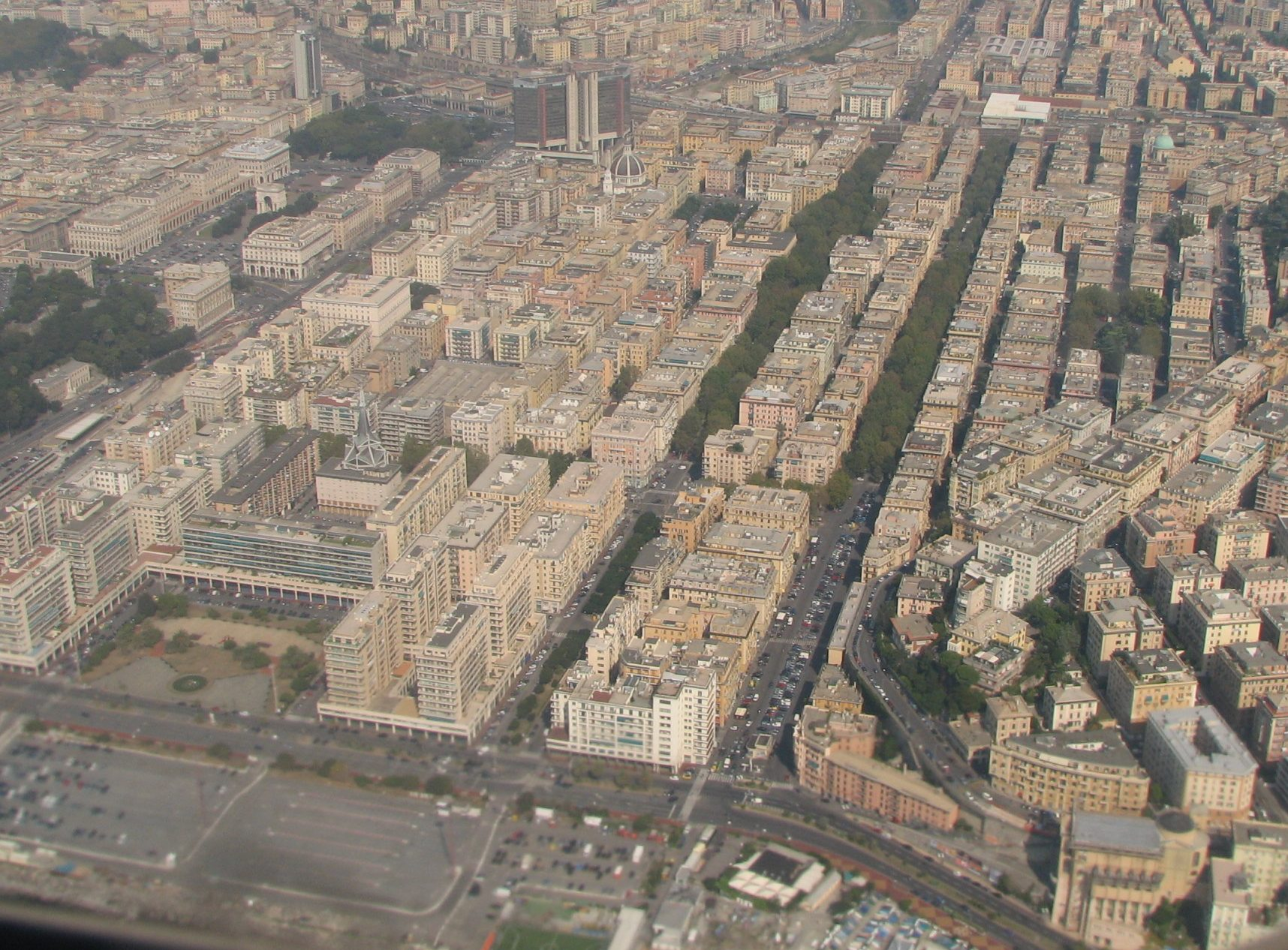
Veduta aerea della Foce: qui il Bisagno scorre sotto viale Brigata Liguria (sulla sinistra)

## I "bisagnini"
Il termine bisagnino (o besagnino) ossia abitante della val Bisagno, è andato col tempo indicando i venditori di frutta e verdura (in passato largamente coltivate in valle), che affluivano all'interno delle mura di Genova con i loro prodotti.

Tradizioni, cultura e immagini storiche
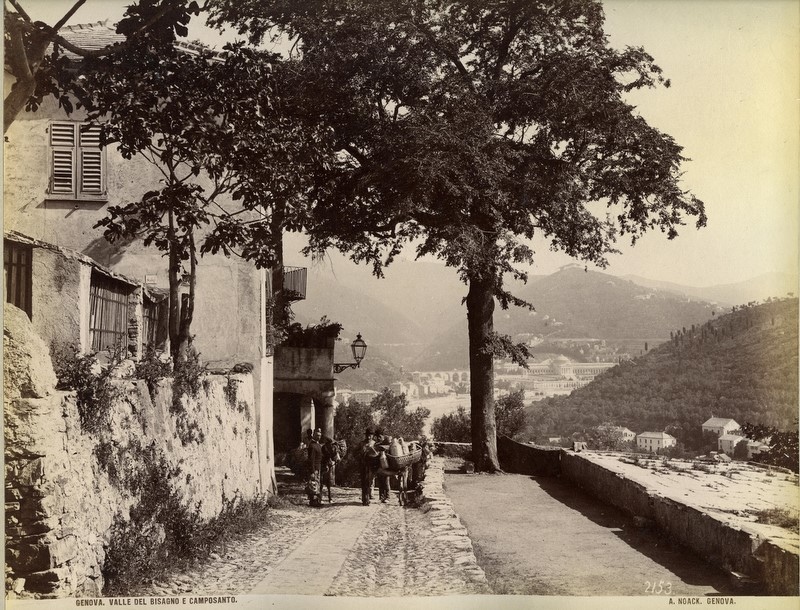
Staglieno a fine Ottocento in una foto di Alfred Noack
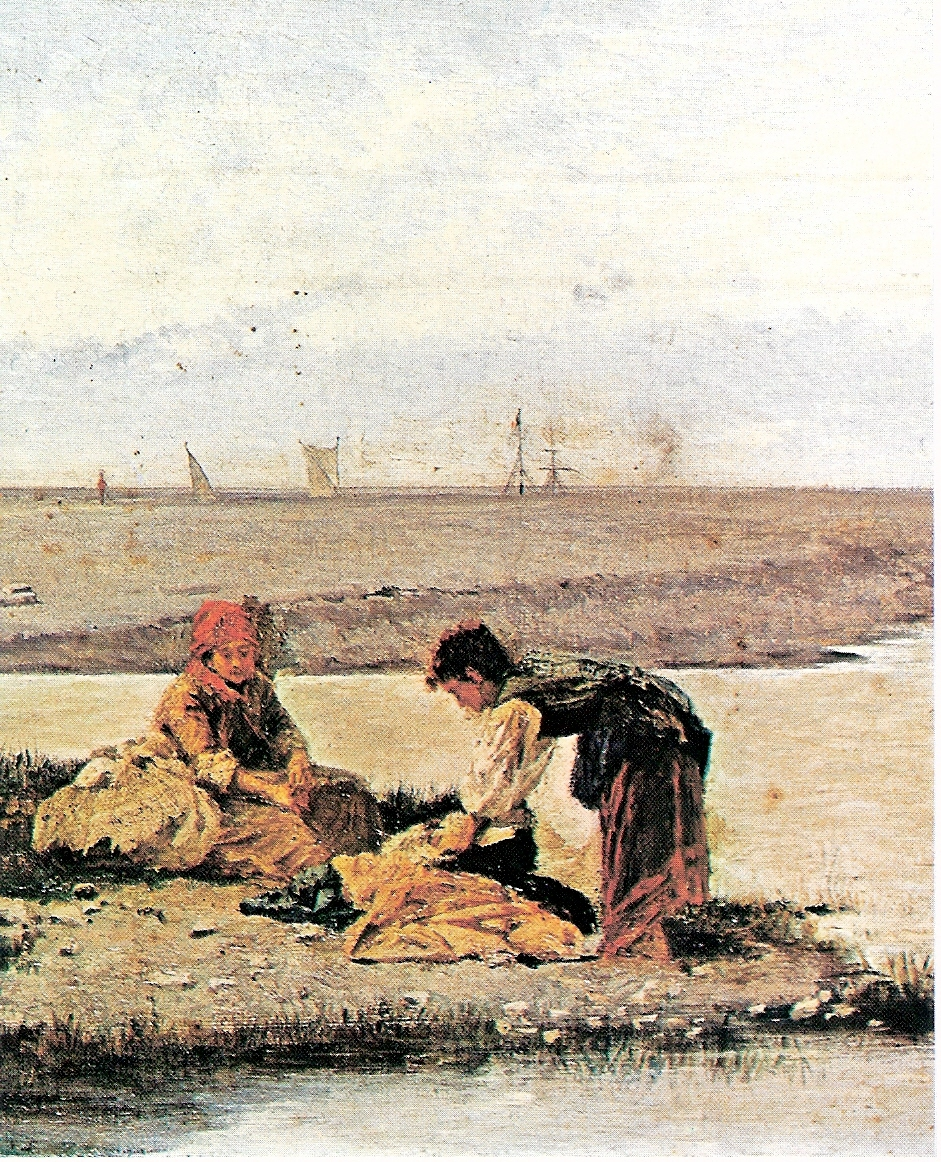
Lavandaie dell'Ottocento alla foce del Bisagno
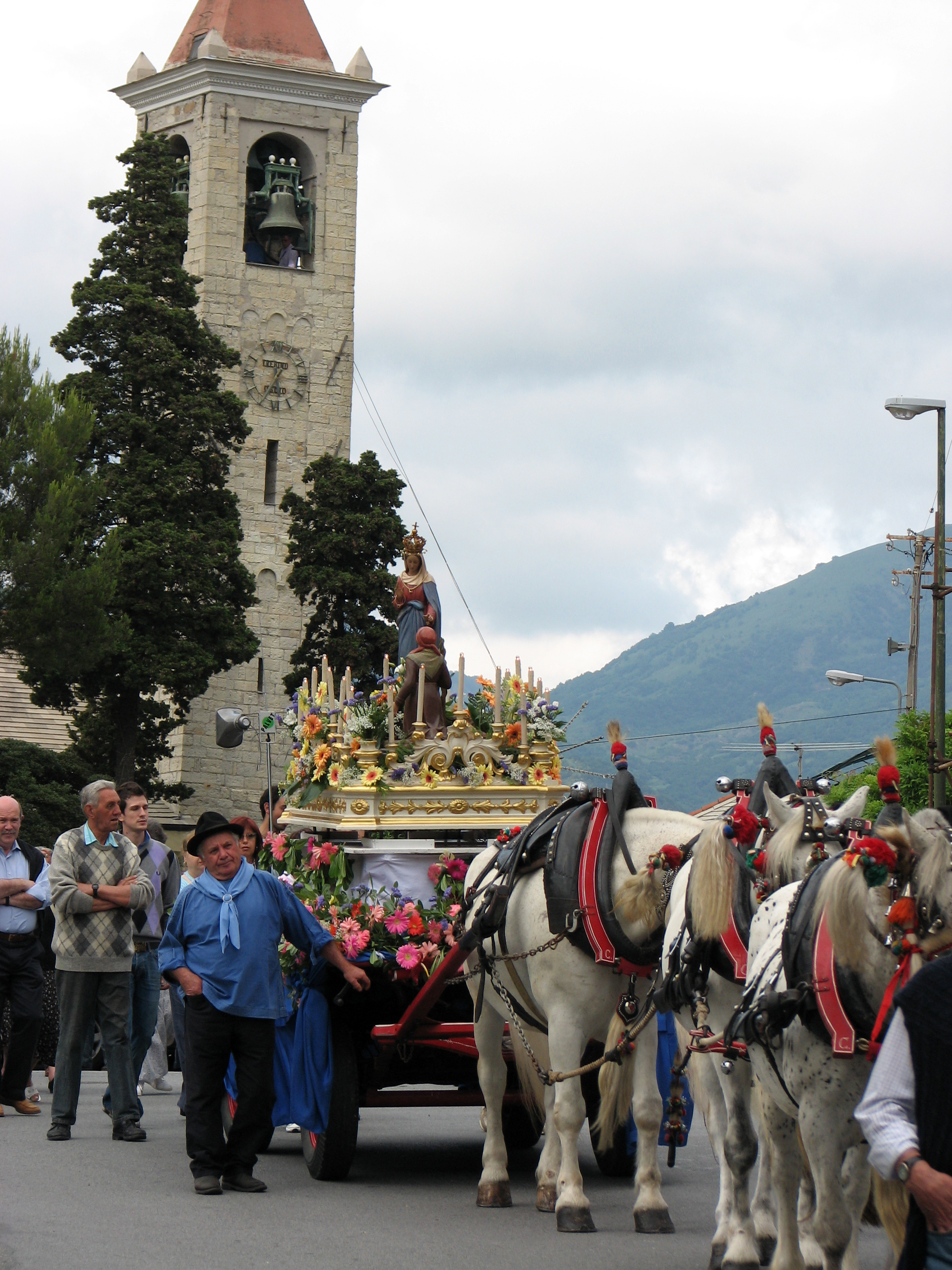
Processione della Madonna di Caravaggio a Sant'Eusebio
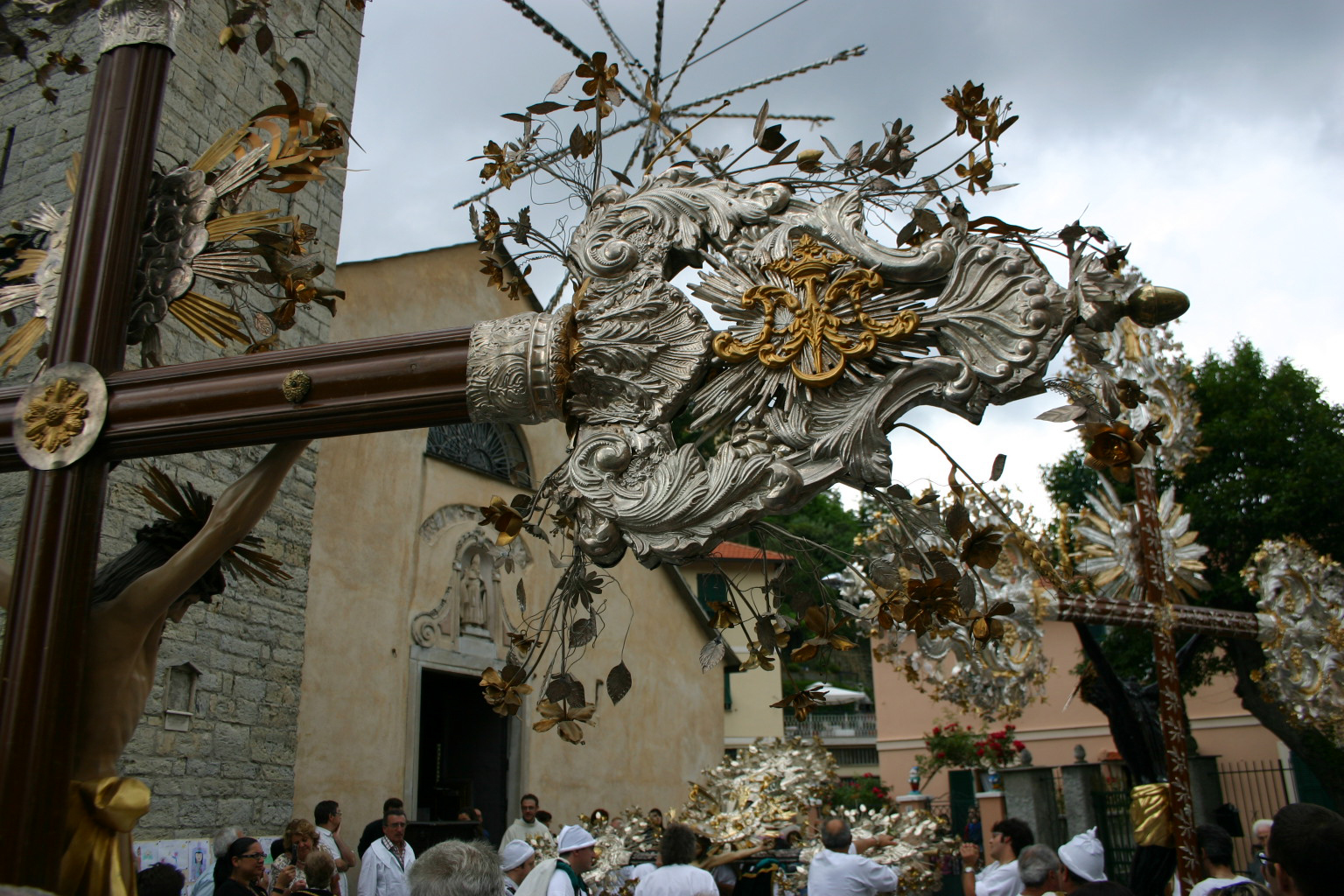
I Cristi nella processione di Sant'Eusebio
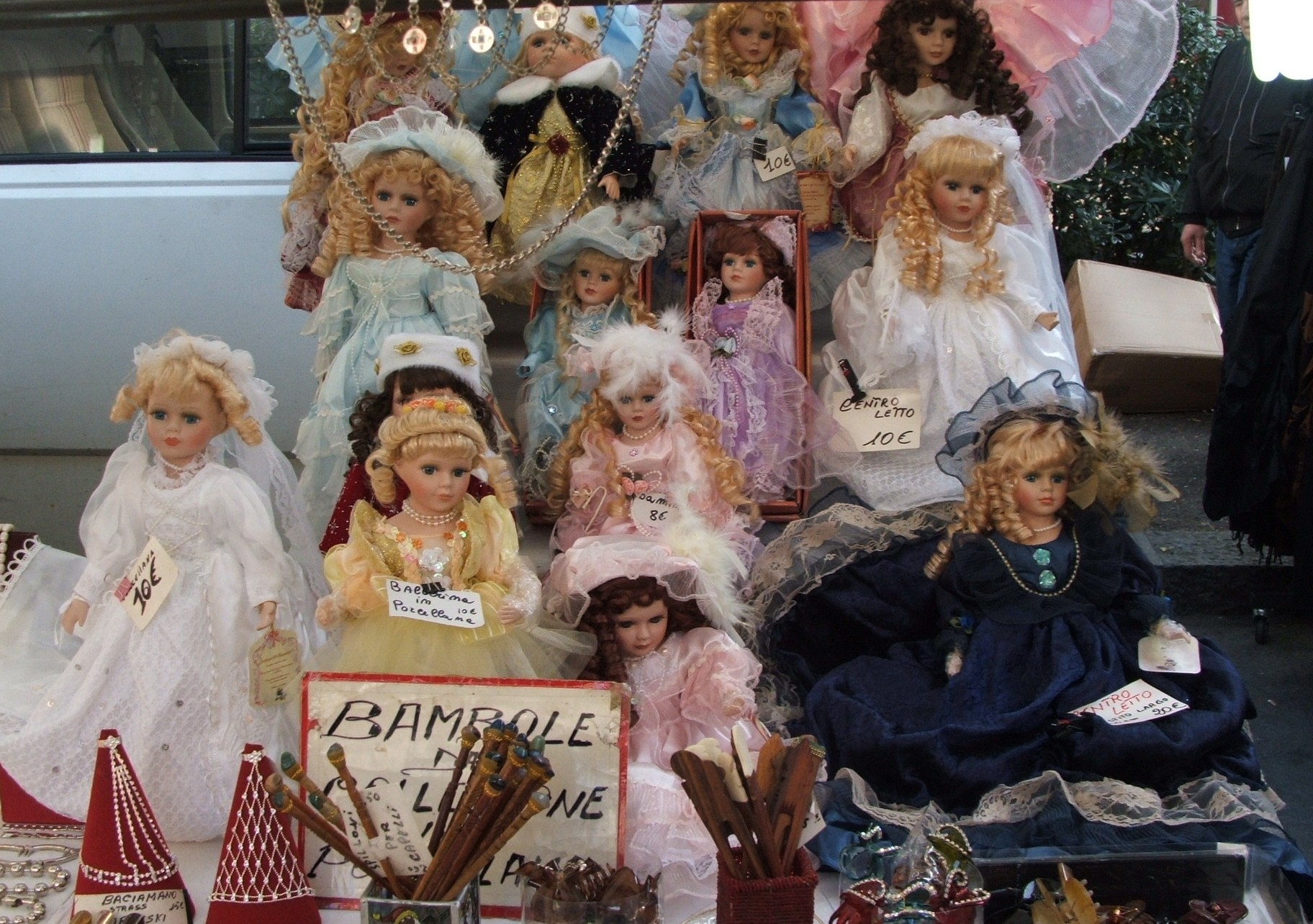
Bambole alla Fiera di Sant'Agata (San Fruttuoso)
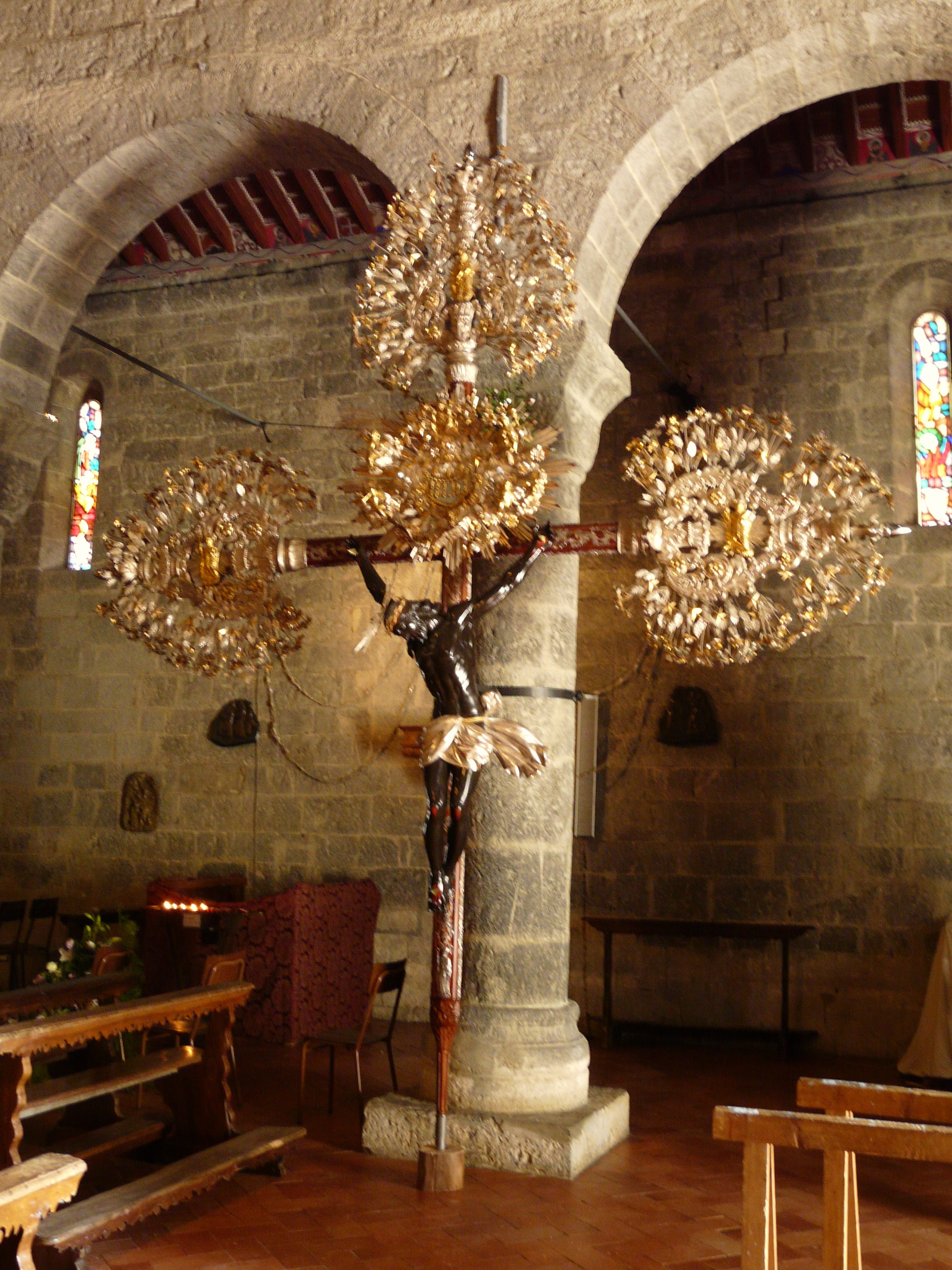
Cristo processionale nella chiesa di San Siro di Struppa
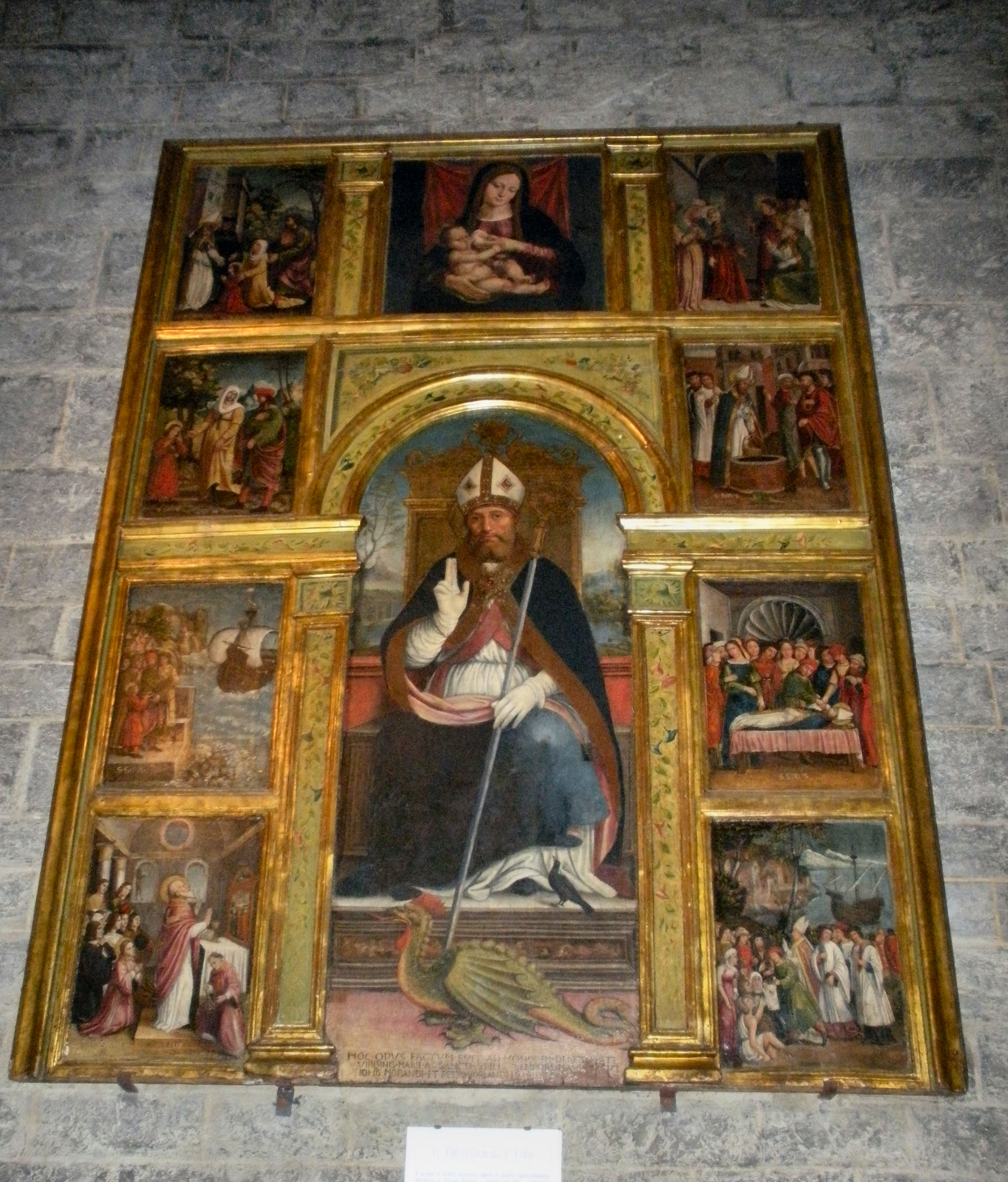
Polittico di San Siro di Stuppa

## Infrastrutture e trasporti

### Strade
Dalla Val Bisagno parte la strada Genova-Piacenza voluta da Napoleone a inizio Ottocento. Attualmente il collegamento viario è conosciuto con il nome di strada statale 45.

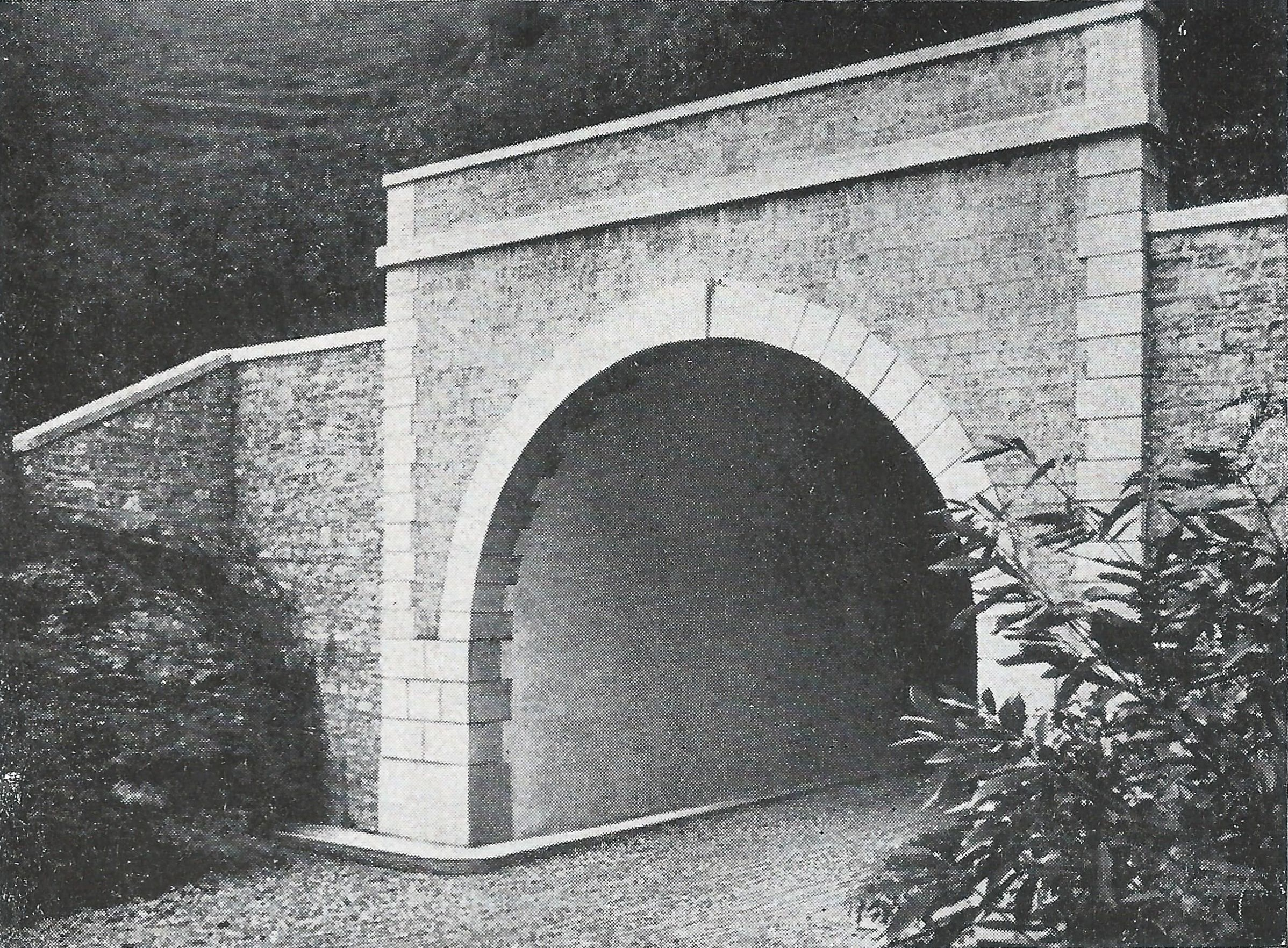
La Galleria di Boasi nel 1934, primo collegamento stradale diretto tra la Val Bisagno e la Val Fontanabuona

Nel giugno 1934 la Val Bisagno venne collegata per la prima volta direttamente alla Val Fontanabuona attraverso la Galleria di Boasi. Una seconda connessione con la valle limitrofa venne attivata il 5 giugno 1971 con il completamento del Traforo T3 Eo-Ferriere.

### Ferrovie
Nel 1895 si costituì a Genova un comitato composto dal mondo finanziario e commerciale della città con l’obiettivo la costruzione di una linea ferroviaria diretta Genova-Piacenza attraverso la Val Bisagno, ma il progetto non entrò mai in fase esecutiva. Un altro progetto dell'epoca prevedeva lungo la valle una ferrovia elettrica Genova-Bobbio-Piacenza alimentata dal fiume Trebbia.